# Tour cycliste féminin international de l'Ardèche 2022
La 20e édition du Tour cycliste féminin international de l'Ardèche a lieu du 6 au 12 septembre 2022. La course fait partie du calendrier UCI féminin en catégorie 2.1.
Sheyla Gutiérrez gagne les deux premières étapes au sprint. Sur la troisième étape, un groupe de quatre se dispute la victoire. Loes Adegeest lève les bras et prend la tête du classement général. Antonia Niedermaier gagne la quatrième étape en solitaire et devient la nouvelle leader de l'épreuve. Le lendemain, elle sort dans le final pour s'imposer de nouveau. Silvia Zanardi gagne le sprint de la sixième étape. Enfin, Coralie Demay sort dans le dernier col pour remporter la dernière étape. Au classement général, Antonia Niedermaier s'impose. Elle est également meilleure jeune. Le podium est complété par Loes Adegeest et Paula Patiño. Silvia Zanardi gagne le classement par points et des sprints. Coralie Demay est la meilleure grimpeuse et Movistar la meilleure équipe.

## Parcours
Le parcours est accidenté, mais légèrement moins difficile que dans les années précédentes.

## Équipes
| UCI Women's WorldTeam- Movistar Team Équipes féminines continentales (13)- Arkéa Pro Cycling Team - Bepink - Bingoal-Chevalmeire-Van Eyck Sport - Canyon-SRAM generation - DNA Pro Cycling - Eneicat-RBH - Farto-BTC - GT Krush Tunap - Rupelcleaning - St Michel-Auber 93 - Stade Rochelais Charente-Maritime - Sopela - Torelli-Cayman Islands-Scimitar Équipes nationales (3)- États-Unis - Norvège - Slovénie Équipe amateur- Centre mondial du cyclisme Équipe féminine amateur- Lviv Cycling Team |
| |

## Étapes
| Étape     | Date     | Villes étapes                  | type                      | Distance (km) | Vainqueur d'étape   | Leader du classement général |
| --------- | -------- | ------------------------------ | ------------------------- | ------------- | ------------------- | ---------------------------- |
| 1re étape | 6 sept.  | Le Teil – Villeneuve-de-Berg   | étape vallonnée           | 109,47        | Sheyla Gutiérrez    | Sheyla Gutiérrez             |
| 2e étape  | 7 sept.  | lac du Champos – Montélimar    | étape de plaine           | 108,21        | Sheyla Gutiérrez    | Sheyla Gutiérrez             |
| 3e étape  | 8 sept.  | Avignon – Pernes-les-Fontaines | étape vallonnée           | 103,47        | Loes Adegeest       | Loes Adegeest                |
| 4e étape  | 9 sept.  | Beauchastel – Sarras           | étape vallonnée           | 110,8         | Antonia Niedermaier | Antonia Niedermaier          |
| 5e étape  | 10 sept. | Florac – mont Lozère           | étape de moyenne montagne | 109,44        | Antonia Niedermaier | Antonia Niedermaier          |
| 6e étape  | 11 sept. | Alès – Alès                    | étape vallonnée           | 92,52         | Silvia Zanardi      | Antonia Niedermaier          |
| 7e étape  | 12 sept. | Vesseaux – Privas              | étape de moyenne montagne | 121           | Coralie Demay       | Antonia Niedermaier          |

## Déroulement de la course

### 1reétape
Le peloton reste groupé durant l'étape ponctuée par les sprints intermédiaires et les prix des monts. Sheyla Gutierrez s'impose au sprint.
| \| Classement de l'étape \| Classement de l'étape \| Classement de l'étape \| Classement de l'étape \| Classement de l'étape \| \| Coureuse \| Coureuse \| Pays \| Équipe \| Temps \| \| --------------------- \| --------------------- \| --------------------- \| ---------------------------------- \| --------------------- \| \| 1re \| Sheyla Gutiérrez \| Espagne \| Movistar Team \| 3 h 03 min 23 s \| \| 2e \| Simone Boilard \| Canada \| St Michel-Auber 93 \| + 0 s \| \| 3e \| Silvia Zanardi \| Italie \| Bepink \| + 2 s \| \| 4e \| Loes Adegeest \| Pays-Bas \| IBCT \| + 2 s \| \| 5e \| Typhaine Laurance \| France \| Arkéa Pro Cycling Team \| + 5 s \| \| 6e \| Shayna Powless \| États-Unis \| États-Unis \| + 5 s \| \| 7e \| Selam Ahama Gerefiel \| Éthiopie \| Centre mondial du cyclisme \| + 5 s \| \| 8e \| Jelena Erić \| Serbie \| Movistar Team \| + 5 s \| \| 9e \| Greta Richioud \| France \| Arkéa Pro Cycling Team \| + 5 s \| \| 10e \| Danique Braam \| Pays-Bas \| Bingoal-Chevalmeire-Van Eyck Sport \| + 5 s \| |                      |            |                                    |                 |
| |                      |            |                                    |                 |
| |                      |            |                                    |                 |
| Classement de l'étape |                      |            |                                    |                 |
| Coureuse | Coureuse             | Pays       | Équipe                             | Temps           |
| 1re | Sheyla Gutiérrez     | Espagne    | Movistar Team                      | 3 h 03 min 23 s |
| 2e | Simone Boilard       | Canada     | St Michel-Auber 93                 | + 0 s           |
| 3e | Silvia Zanardi       | Italie     | Bepink                             | + 2 s           |
| 4e | Loes Adegeest        | Pays-Bas   | IBCT                               | + 2 s           |
| 5e | Typhaine Laurance    | France     | Arkéa Pro Cycling Team             | + 5 s           |
| 6e | Shayna Powless       | États-Unis | États-Unis                         | + 5 s           |
| 7e | Selam Ahama Gerefiel | Éthiopie   | Centre mondial du cyclisme         | + 5 s           |
| 8e | Jelena Erić          | Serbie     | Movistar Team                      | + 5 s           |
| 9e | Greta Richioud       | France     | Arkéa Pro Cycling Team             | + 5 s           |
| 10e | Danique Braam        | Pays-Bas   | Bingoal-Chevalmeire-Van Eyck Sport | + 5 s           |

| \| Classement général \| Classement général \| Classement général \| Classement général \| Classement général \| \| Coureuse \| Coureuse \| Pays \| Équipe \| Temps \| \| ------------------ \| -------------------- \| ------------------ \| ---------------------------------- \| ------------------ \| \| 1re \| Sheyla Gutiérrez \| Espagne \| Movistar Team \| 3 h 03 min 23 s \| \| 2e \| Simone Boilard \| Canada \| St Michel-Auber 93 \| + 0 s \| \| 3e \| Silvia Zanardi \| Italie \| Bepink \| + 2 s \| \| 4e \| Loes Adegeest \| Pays-Bas \| IBCT \| + 2 s \| \| 5e \| Typhaine Laurance \| France \| Arkéa Pro Cycling Team \| + 5 s \| \| 6e \| Shayna Powless \| États-Unis \| États-Unis \| + 5 s \| \| 7e \| Selam Ahama Gerefiel \| Éthiopie \| Centre mondial du cyclisme \| + 5 s \| \| 8e \| Jelena Erić \| Serbie \| Movistar Team \| + 5 s \| \| 9e \| Greta Richioud \| France \| Arkéa Pro Cycling Team \| + 5 s \| \| 10e \| Danique Braam \| Pays-Bas \| Bingoal-Chevalmeire-Van Eyck Sport \| + 5 s \| |                      |            |                                    |                 |
| |                      |            |                                    |                 |
| |                      |            |                                    |                 |
| Classement général |                      |            |                                    |                 |
| Coureuse | Coureuse             | Pays       | Équipe                             | Temps           |
| 1re | Sheyla Gutiérrez     | Espagne    | Movistar Team                      | 3 h 03 min 23 s |
| 2e | Simone Boilard       | Canada     | St Michel-Auber 93                 | + 0 s           |
| 3e | Silvia Zanardi       | Italie     | Bepink                             | + 2 s           |
| 4e | Loes Adegeest        | Pays-Bas   | IBCT                               | + 2 s           |
| 5e | Typhaine Laurance    | France     | Arkéa Pro Cycling Team             | + 5 s           |
| 6e | Shayna Powless       | États-Unis | États-Unis                         | + 5 s           |
| 7e | Selam Ahama Gerefiel | Éthiopie   | Centre mondial du cyclisme         | + 5 s           |
| 8e | Jelena Erić          | Serbie     | Movistar Team                      | + 5 s           |
| 9e | Greta Richioud       | France     | Arkéa Pro Cycling Team             | + 5 s           |
| 10e | Danique Braam        | Pays-Bas   | Bingoal-Chevalmeire-Van Eyck Sport | + 5 s           |

### 2eétape
Marta Romeu et Almudena Montalvo s'échappent au kilomètre trente-sept. Leur avance atteint quatre minutes. Almudena Montalvo est distancée plus loin. Romeu est reprise à cinq kilomètres de l'arrivée. Sheyla Gutierrez gagne de nouveau le sprint.
| \| Classement de l'étape \| Classement de l'étape \| Classement de l'étape \| Classement de l'étape \| Classement de l'étape \| \| Coureuse \| Coureuse \| Pays \| Équipe \| Temps \| \| --------------------- \| --------------------- \| --------------------- \| ---------------------------------- \| --------------------- \| \| 1re \| Sheyla Gutiérrez \| Espagne \| Movistar Team \| 2 h 56 min 29 s \| \| 2e \| Silvia Zanardi \| Italie \| Bepink \| + 0 s \| \| 3e \| Coralie Demay \| France \| St Michel-Auber 93 \| + 0 s \| \| 4e \| Danique Braam \| Pays-Bas \| Bingoal-Chevalmeire-Van Eyck Sport \| + 0 s \| \| 5e \| Simone Boilard \| Canada \| St Michel-Auber 93 \| + 0 s \| \| 6e \| Shayna Powless \| États-Unis \| États-Unis \| + 0 s \| \| 7e \| Fien Van Eynde \| Belgique \| IBCT \| + 0 s \| \| 8e \| Malin Eriksen \| Norvège \| Norvège \| + 0 s \| \| 9e \| Ricarda Bauernfeind \| Allemagne \| Canyon//SRAM Generation \| + 0 s \| \| 10e \| Paula Patiño \| Colombie \| Movistar Team \| + 0 s \| |                     |            |                                    |                 |
| |                     |            |                                    |                 |
| |                     |            |                                    |                 |
| Classement de l'étape |                     |            |                                    |                 |
| Coureuse | Coureuse            | Pays       | Équipe                             | Temps           |
| 1re | Sheyla Gutiérrez    | Espagne    | Movistar Team                      | 2 h 56 min 29 s |
| 2e | Silvia Zanardi      | Italie     | Bepink                             | + 0 s           |
| 3e | Coralie Demay       | France     | St Michel-Auber 93                 | + 0 s           |
| 4e | Danique Braam       | Pays-Bas   | Bingoal-Chevalmeire-Van Eyck Sport | + 0 s           |
| 5e | Simone Boilard      | Canada     | St Michel-Auber 93                 | + 0 s           |
| 6e | Shayna Powless      | États-Unis | États-Unis                         | + 0 s           |
| 7e | Fien Van Eynde      | Belgique   | IBCT                               | + 0 s           |
| 8e | Malin Eriksen       | Norvège    | Norvège                            | + 0 s           |
| 9e | Ricarda Bauernfeind | Allemagne  | Canyon//SRAM Generation            | + 0 s           |
| 10e | Paula Patiño        | Colombie   | Movistar Team                      | + 0 s           |

| \| Classement général \| Classement général \| Classement général \| Classement général \| Classement général \| \| Coureuse \| Coureuse \| Pays \| Équipe \| Temps \| \| ------------------ \| ------------------- \| ------------------ \| ---------------------------------- \| ------------------ \| \| 1re \| Sheyla Gutiérrez \| Espagne \| Movistar Team \| 5 h 59 min 52 s \| \| 2e \| Simone Boilard \| Canada \| St Michel-Auber 93 \| + 0 s \| \| 3e \| Silvia Zanardi \| Italie \| Bepink \| + 2 s \| \| 4e \| Loes Adegeest \| Pays-Bas \| IBCT \| + 2 s \| \| 5e \| Shayna Powless \| États-Unis \| États-Unis \| + 5 s \| \| 6e \| Danique Braam \| Pays-Bas \| Bingoal-Chevalmeire-Van Eyck Sport \| + 5 s \| \| 7e \| Coralie Demay \| France \| St Michel-Auber 93 \| + 5 s \| \| 8e \| Greta Richioud \| France \| Arkéa Pro Cycling Team \| + 5 s \| \| 9e \| Ricarda Bauernfeind \| Allemagne \| Canyon//SRAM Generation \| + 5 s \| \| 10e \| Paula Patiño \| Colombie \| Movistar Team \| + 5 s \| |                     |            |                                    |                 |
| |                     |            |                                    |                 |
| |                     |            |                                    |                 |
| Classement général |                     |            |                                    |                 |
| Coureuse | Coureuse            | Pays       | Équipe                             | Temps           |
| 1re | Sheyla Gutiérrez    | Espagne    | Movistar Team                      | 5 h 59 min 52 s |
| 2e | Simone Boilard      | Canada     | St Michel-Auber 93                 | + 0 s           |
| 3e | Silvia Zanardi      | Italie     | Bepink                             | + 2 s           |
| 4e | Loes Adegeest       | Pays-Bas   | IBCT                               | + 2 s           |
| 5e | Shayna Powless      | États-Unis | États-Unis                         | + 5 s           |
| 6e | Danique Braam       | Pays-Bas   | Bingoal-Chevalmeire-Van Eyck Sport | + 5 s           |
| 7e | Coralie Demay       | France     | St Michel-Auber 93                 | + 5 s           |
| 8e | Greta Richioud      | France     | Arkéa Pro Cycling Team             | + 5 s           |
| 9e | Ricarda Bauernfeind | Allemagne  | Canyon//SRAM Generation            | + 5 s           |
| 10e | Paula Patiño        | Colombie   | Movistar Team                      | + 5 s           |

### 3eétape
La première difficulté du jour provoque la formation d'un groupe de trois coureuses : Ricarda Bauernfeind, Emma Langley et Megan Armitage. Cette dernière est distancée dans la descente. Langley connait le même sort plus loin. Loes Adegeest revient sur ces deux coureuses. Ce groupe revient sur Bauernfeind. Un groupe de quatre poursuivantes est intercallé. Loes Adegeest gagne le sprint.
| \| Classement de l'étape \| Classement de l'étape \| Classement de l'étape \| Classement de l'étape \| Classement de l'étape \| \| Coureuse \| Coureuse \| Pays \| Équipe \| Temps \| \| --------------------- \| --------------------- \| --------------------- \| ----------------------- \| --------------------- \| \| 1re \| Loes Adegeest \| Pays-Bas \| IBCT \| 2 h 33 min 35 s \| \| 2e \| Ricarda Bauernfeind \| Allemagne \| Canyon//SRAM Generation \| + 0 s \| \| 3e \| Emma Langley \| États-Unis \| États-Unis \| + 0 s \| \| 4e \| Megan Armitage \| Irlande \| IBCT \| + 3 s \| \| 5e \| Silvia Zanardi \| Italie \| Bepink \| + 31 s \| \| 6e \| Jelena Erić \| Serbie \| Movistar Team \| + 31 s \| \| 7e \| Simone Boilard \| Canada \| St Michel-Auber 93 \| + 31 s \| \| 8e \| Claire Steels \| Royaume-Uni \| Sopela Women's Team \| + 31 s \| \| 9e \| Morgane Coston \| France \| Arkéa Pro Cycling Team \| + 31 s \| \| 10e \| Greta Richioud \| France \| Arkéa Pro Cycling Team \| + 31 s \| |                     |             |                         |                 |
| |                     |             |                         |                 |
| |                     |             |                         |                 |
| Classement de l'étape |                     |             |                         |                 |
| Coureuse | Coureuse            | Pays        | Équipe                  | Temps           |
| 1re | Loes Adegeest       | Pays-Bas    | IBCT                    | 2 h 33 min 35 s |
| 2e | Ricarda Bauernfeind | Allemagne   | Canyon//SRAM Generation | + 0 s           |
| 3e | Emma Langley        | États-Unis  | États-Unis              | + 0 s           |
| 4e | Megan Armitage      | Irlande     | IBCT                    | + 3 s           |
| 5e | Silvia Zanardi      | Italie      | Bepink                  | + 31 s          |
| 6e | Jelena Erić         | Serbie      | Movistar Team           | + 31 s          |
| 7e | Simone Boilard      | Canada      | St Michel-Auber 93      | + 31 s          |
| 8e | Claire Steels       | Royaume-Uni | Sopela Women's Team     | + 31 s          |
| 9e | Morgane Coston      | France      | Arkéa Pro Cycling Team  | + 31 s          |
| 10e | Greta Richioud      | France      | Arkéa Pro Cycling Team  | + 31 s          |

| \| Classement général \| Classement général \| Classement général \| Classement général \| Classement général \| \| Coureuse \| Coureuse \| Pays \| Équipe \| Temps \| \| ------------------ \| ------------------- \| ------------------ \| ----------------------- \| ------------------ \| \| 1re \| Loes Adegeest \| Pays-Bas \| IBCT \| 8 h 33 min 29 s \| \| 2e \| Ricarda Bauernfeind \| Allemagne \| Canyon//SRAM Generation \| + 3 s \| \| 3e \| Emma Langley \| États-Unis \| EF Education-TIBCO-SVB \| + 3 s \| \| 4e \| Megan Armitage \| Irlande \| IBCT \| + 16 s \| \| 5e \| Simone Boilard \| Canada \| St Michel-Auber 93 \| + 29 s \| \| 6e \| Silvia Zanardi \| Italie \| Bepink \| + 31 s \| \| 7e \| Greta Richioud \| France \| Arkéa Pro Cycling Team \| + 34 s \| \| 8e \| Coralie Demay \| France \| St Michel-Auber 93 \| + 34 s \| \| 9e \| Paula Patiño \| Colombie \| Movistar Team \| + 34 s \| \| 10e \| Claire Steels \| Royaume-Uni \| Sopela Women's Team \| + 34 s \| |                     |             |                         |                 |
| |                     |             |                         |                 |
| |                     |             |                         |                 |
| Classement général |                     |             |                         |                 |
| Coureuse | Coureuse            | Pays        | Équipe                  | Temps           |
| 1re | Loes Adegeest       | Pays-Bas    | IBCT                    | 8 h 33 min 29 s |
| 2e | Ricarda Bauernfeind | Allemagne   | Canyon//SRAM Generation | + 3 s           |
| 3e | Emma Langley        | États-Unis  | EF Education-TIBCO-SVB  | + 3 s           |
| 4e | Megan Armitage      | Irlande     | IBCT                    | + 16 s          |
| 5e | Simone Boilard      | Canada      | St Michel-Auber 93      | + 29 s          |
| 6e | Silvia Zanardi      | Italie      | Bepink                  | + 31 s          |
| 7e | Greta Richioud      | France      | Arkéa Pro Cycling Team  | + 34 s          |
| 8e | Coralie Demay       | France      | St Michel-Auber 93      | + 34 s          |
| 9e | Paula Patiño        | Colombie    | Movistar Team           | + 34 s          |
| 10e | Claire Steels       | Royaume-Uni | Sopela Women's Team     | + 34 s          |

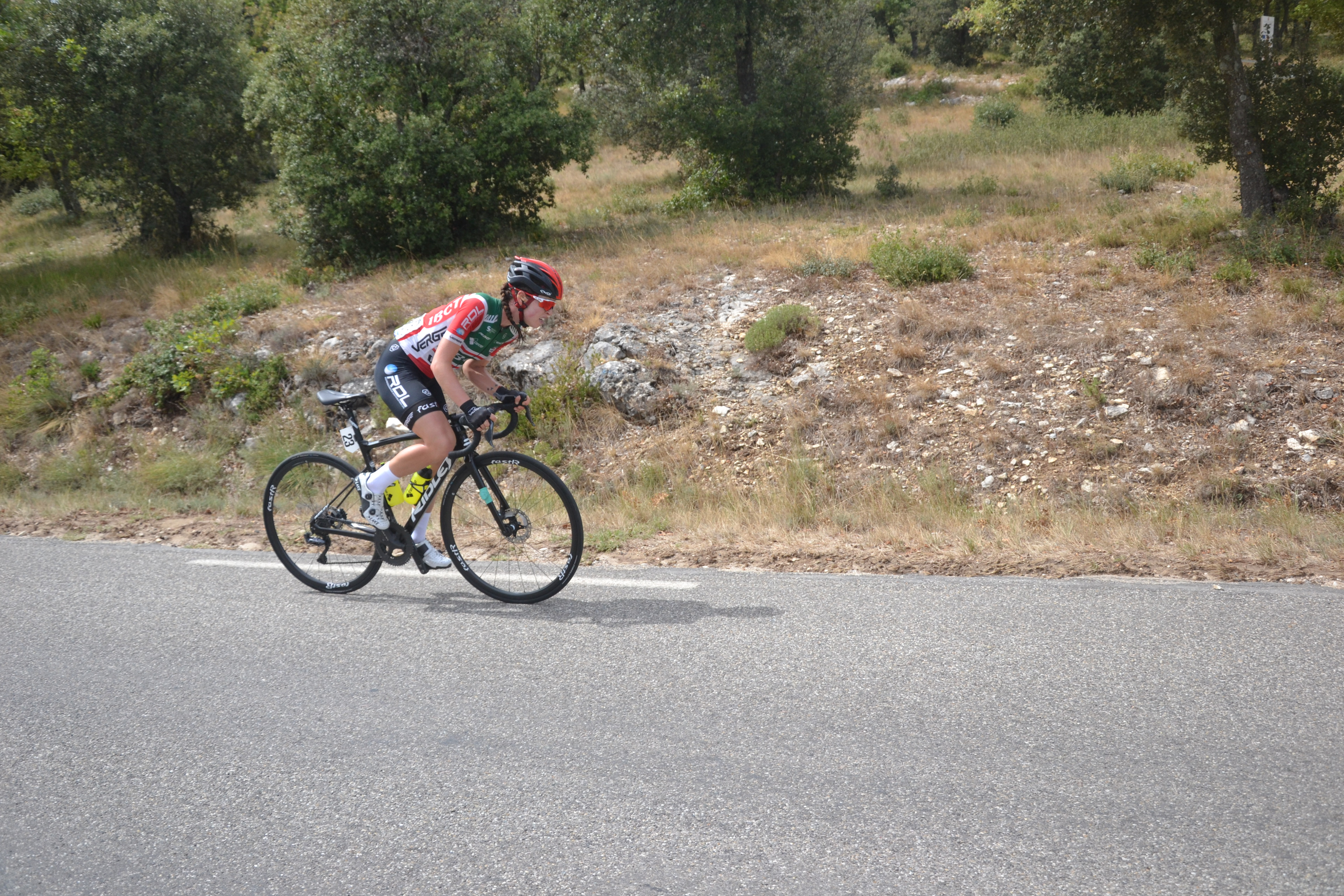
Megan Armitage échappée.
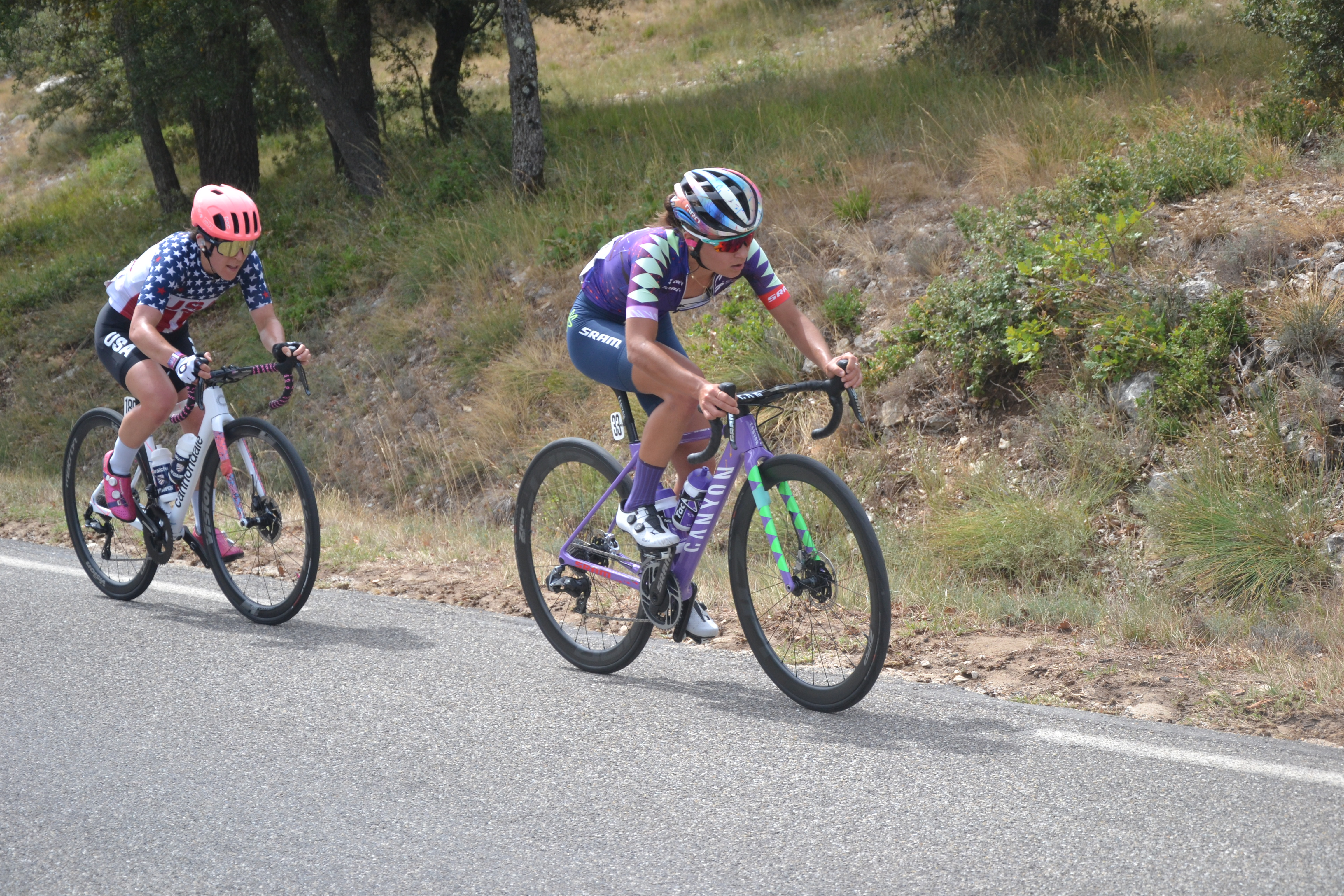
Emma Langley et Ricarda Bauernfeind au Col des Trois Termes.

### 4eétape
Daniek Hengeveld est la première à sortir. Elle est reprise au kilomètre vingt. Dans le col de Combéron, Antonia Niedermaier sort seule. Elle passe au sommet avec une minute trente d'avance sur Nadia Quagliotto et Morgane Coston. Ces dernières sont rejointes par douze autres coureuses. Niedermaier n'est pas reprise. Derrière, le groupe s'est réduit au fil des kilomètres. Loes Adegeest en est la plus rapide.
| \| Classement de l'étape \| Classement de l'étape \| Classement de l'étape \| Classement de l'étape \| Classement de l'étape \| \| Coureuse \| Coureuse \| Pays \| Équipe \| Temps \| \| --------------------- \| --------------------- \| --------------------- \| ----------------------- \| --------------------- \| \| 1re \| Antonia Niedermaier \| Allemagne \| Canyon//SRAM Generation \| 2 h 45 min 33 s \| \| 2e \| Sheyla Gutiérrez \| Espagne \| Movistar Team \| + 1 min 11 s \| \| 3e \| Silvia Zanardi \| Italie \| Bepink \| + 1 min 11 s \| \| 4e \| Greta Richioud \| France \| Arkéa Pro Cycling Team \| + 1 min 11 s \| \| 5e \| Simone Boilard \| Canada \| St Michel-Auber 93 \| + 1 min 11 s \| \| 6e \| Jelena Erić \| Serbie \| Movistar Team \| + 1 min 11 s \| \| 7e \| Loes Adegeest \| Pays-Bas \| IBCT \| + 1 min 11 s \| \| 8e \| Paula Patiño \| Colombie \| Movistar Team \| + 1 min 11 s \| \| 9e \| Emma Langley \| États-Unis \| États-Unis \| + 2 min 02 s \| \| 10e \| Margot Pompanon \| France \| St Michel-Auber 93 \| + 4 min 16 s \| |                     |            |                         |                 |
| |                     |            |                         |                 |
| |                     |            |                         |                 |
| Classement de l'étape |                     |            |                         |                 |
| Coureuse | Coureuse            | Pays       | Équipe                  | Temps           |
| 1re | Antonia Niedermaier | Allemagne  | Canyon//SRAM Generation | 2 h 45 min 33 s |
| 2e | Sheyla Gutiérrez    | Espagne    | Movistar Team           | + 1 min 11 s    |
| 3e | Silvia Zanardi      | Italie     | Bepink                  | + 1 min 11 s    |
| 4e | Greta Richioud      | France     | Arkéa Pro Cycling Team  | + 1 min 11 s    |
| 5e | Simone Boilard      | Canada     | St Michel-Auber 93      | + 1 min 11 s    |
| 6e | Jelena Erić         | Serbie     | Movistar Team           | + 1 min 11 s    |
| 7e | Loes Adegeest       | Pays-Bas   | IBCT                    | + 1 min 11 s    |
| 8e | Paula Patiño        | Colombie   | Movistar Team           | + 1 min 11 s    |
| 9e | Emma Langley        | États-Unis | États-Unis              | + 2 min 02 s    |
| 10e | Margot Pompanon     | France     | St Michel-Auber 93      | + 4 min 16 s    |

| \| Classement général \| Classement général \| Classement général \| Classement général \| Classement général \| \| Coureuse \| Coureuse \| Pays \| Équipe \| Temps \| \| ------------------ \| ------------------- \| ------------------ \| ----------------------- \| ------------------ \| \| 1re \| Antonia Niedermaier \| Allemagne \| Canyon//SRAM Generation \| 11 h 19 min 36 s \| \| 2e \| Loes Adegeest \| Pays-Bas \| IBCT \| + 37 s \| \| 3e \| Simone Boilard \| Canada \| St Michel-Auber 93 \| + 1 min 06 s \| \| 4e \| Silvia Zanardi \| Italie \| Bepink \| + 1 min 08 s \| \| 5e \| Greta Richioud \| France \| Arkéa Pro Cycling Team \| + 1 min 11 s \| \| 6e \| Paula Patiño \| Colombie \| Movistar Team \| + 1 min 11 s \| \| 7e \| Jelena Erić \| Serbie \| Movistar Team \| + 1 min 11 s \| \| 8e \| Sheyla Gutiérrez \| Espagne \| Movistar Team \| + 1 min 14 s \| \| 9e \| Emma Langley \| États-Unis \| États-Unis \| + 1 min 31 s \| \| 10e \| Megan Armitage \| Irlande \| IBCT \| + 5 min 12 s \| |                     |            |                         |                  |
| |                     |            |                         |                  |
| |                     |            |                         |                  |
| Classement général |                     |            |                         |                  |
| Coureuse | Coureuse            | Pays       | Équipe                  | Temps            |
| 1re | Antonia Niedermaier | Allemagne  | Canyon//SRAM Generation | 11 h 19 min 36 s |
| 2e | Loes Adegeest       | Pays-Bas   | IBCT                    | + 37 s           |
| 3e | Simone Boilard      | Canada     | St Michel-Auber 93      | + 1 min 06 s     |
| 4e | Silvia Zanardi      | Italie     | Bepink                  | + 1 min 08 s     |
| 5e | Greta Richioud      | France     | Arkéa Pro Cycling Team  | + 1 min 11 s     |
| 6e | Paula Patiño        | Colombie   | Movistar Team           | + 1 min 11 s     |
| 7e | Jelena Erić         | Serbie     | Movistar Team           | + 1 min 11 s     |
| 8e | Sheyla Gutiérrez    | Espagne    | Movistar Team           | + 1 min 14 s     |
| 9e | Emma Langley        | États-Unis | États-Unis              | + 1 min 31 s     |
| 10e | Megan Armitage      | Irlande    | IBCT                    | + 5 min 12 s     |

### 5eétape
La première montée provoque la scission du peloton. Dans le col des Finiels, Elaine Le Roux s'échappe. Elle est reprise avant le sommet. Jelena Erić attaque ensuite. Au kilomètre cinquante-six, Coralie Demay opère la jonction sur la Serbe. Elles comptent plus d'une minute d'avance. Coralie Demay distance par la suite Eric. Elle est reprise à deux kilomètres de l'arrivée par Antonia Niedermaier, qui remporte l'étape.
| \| Classement de l'étape \| Classement de l'étape \| Classement de l'étape \| Classement de l'étape \| Classement de l'étape \| \| Coureuse \| Coureuse \| Pays \| Équipe \| Temps \| \| --------------------- \| --------------------- \| --------------------- \| ---------------------------------- \| --------------------- \| \| 1re \| Antonia Niedermaier \| Allemagne \| Canyon//SRAM Generation \| 3 h 26 min 15 s \| \| 2e \| Claire Steels \| Royaume-Uni \| Sopela Women's Team \| + 32 s \| \| 3e \| Silvia Zanardi \| Italie \| Bepink \| + 45 s \| \| 4e \| Henrietta Colborne \| Royaume-Uni \| GT Krush Tunap \| + 45 s \| \| 5e \| Paula Patiño \| Colombie \| Movistar Team \| + 45 s \| \| 6e \| Loes Adegeest \| Pays-Bas \| IBCT \| + 45 s \| \| 7e \| Megan Armitage \| Irlande \| IBCT \| + 53 s \| \| 8e \| Lotte Claes \| Belgique \| Bingoal-Chevalmeire-Van Eyck Sport \| + 54 s \| \| 9e \| Coralie Demay \| France \| St Michel-Auber 93 \| + 1 min 01 s \| \| 10e \| Morgane Coston \| France \| Arkéa Pro Cycling Team \| + 1 min 12 s \| |                     |             |                                    |                 |
| |                     |             |                                    |                 |
| |                     |             |                                    |                 |
| Classement de l'étape |                     |             |                                    |                 |
| Coureuse | Coureuse            | Pays        | Équipe                             | Temps           |
| 1re | Antonia Niedermaier | Allemagne   | Canyon//SRAM Generation            | 3 h 26 min 15 s |
| 2e | Claire Steels       | Royaume-Uni | Sopela Women's Team                | + 32 s          |
| 3e | Silvia Zanardi      | Italie      | Bepink                             | + 45 s          |
| 4e | Henrietta Colborne  | Royaume-Uni | GT Krush Tunap                     | + 45 s          |
| 5e | Paula Patiño        | Colombie    | Movistar Team                      | + 45 s          |
| 6e | Loes Adegeest       | Pays-Bas    | IBCT                               | + 45 s          |
| 7e | Megan Armitage      | Irlande     | IBCT                               | + 53 s          |
| 8e | Lotte Claes         | Belgique    | Bingoal-Chevalmeire-Van Eyck Sport | + 54 s          |
| 9e | Coralie Demay       | France      | St Michel-Auber 93                 | + 1 min 01 s    |
| 10e | Morgane Coston      | France      | Arkéa Pro Cycling Team             | + 1 min 12 s    |

| \| Classement général \| Classement général \| Classement général \| Classement général \| Classement général \| \| Coureuse \| Coureuse \| Pays \| Équipe \| Temps \| \| ------------------ \| ------------------- \| ------------------ \| ----------------------- \| ------------------ \| \| 1re \| Antonia Niedermaier \| Allemagne \| Canyon//SRAM Generation \| 14 h 45 min 51 s \| \| 2e \| Loes Adegeest \| Pays-Bas \| IBCT \| + 1 min 22 s \| \| 3e \| Silvia Zanardi \| Italie \| Bepink \| + 1 min 53 s \| \| 4e \| Paula Patiño \| Colombie \| Movistar Team \| + 1 min 56 s \| \| 5e \| Simone Boilard \| Canada \| St Michel-Auber 93 \| + 2 min 28 s \| \| 6e \| Emma Langley \| États-Unis \| États-Unis \| + 2 min 48 s \| \| 7e \| Sheyla Gutiérrez \| Espagne \| Movistar Team \| + 3 min 45 s \| \| 8e \| Claire Steels \| Royaume-Uni \| Sopela Women's Team \| + 6 min 02 s \| \| 9e \| Megan Armitage \| Irlande \| IBCT \| + 6 min 05 s \| \| 10e \| Coralie Demay \| France \| St Michel-Auber 93 \| + 6 min 31 s \| |                     |             |                         |                  |
| |                     |             |                         |                  |
| |                     |             |                         |                  |
| Classement général |                     |             |                         |                  |
| Coureuse | Coureuse            | Pays        | Équipe                  | Temps            |
| 1re | Antonia Niedermaier | Allemagne   | Canyon//SRAM Generation | 14 h 45 min 51 s |
| 2e | Loes Adegeest       | Pays-Bas    | IBCT                    | + 1 min 22 s     |
| 3e | Silvia Zanardi      | Italie      | Bepink                  | + 1 min 53 s     |
| 4e | Paula Patiño        | Colombie    | Movistar Team           | + 1 min 56 s     |
| 5e | Simone Boilard      | Canada      | St Michel-Auber 93      | + 2 min 28 s     |
| 6e | Emma Langley        | États-Unis  | États-Unis              | + 2 min 48 s     |
| 7e | Sheyla Gutiérrez    | Espagne     | Movistar Team           | + 3 min 45 s     |
| 8e | Claire Steels       | Royaume-Uni | Sopela Women's Team     | + 6 min 02 s     |
| 9e | Megan Armitage      | Irlande     | IBCT                    | + 6 min 05 s     |
| 10e | Coralie Demay       | France      | St Michel-Auber 93      | + 6 min 31 s     |

### 6eétape
Aranza Villalón sort en début d'étape et compte jusqu'à trente secondes d'avance. Elle est revue au kilomètre quarante-six. Diana Peñuela contre. Elle a un avantage de quarante secondes. Marina Varenyk sort en poursuite. Elle est ensuite rejointe par Sigrid Ytterhus Haugset. Un regroupement général a lieu au dix kilomètres. Silvia Zanardi gagne le sprint.
| \| Classement de l'étape \| Classement de l'étape \| Classement de l'étape \| Classement de l'étape \| Classement de l'étape \| \| Coureuse \| Coureuse \| Pays \| Équipe \| Temps \| \| --------------------- \| --------------------- \| --------------------- \| ---------------------------------- \| --------------------- \| \| 1re \| Silvia Zanardi \| Italie \| Bepink \| 2 h 26 min 39 s \| \| 2e \| Jelena Erić \| Serbie \| Movistar Team \| + 0 s \| \| 3e \| Danique Braam \| Pays-Bas \| Bingoal-Chevalmeire-Van Eyck Sport \| + 0 s \| \| 4e \| Alice Sharpe \| Irlande \| IBCT \| + 0 s \| \| 5e \| Typhaine Laurance \| France \| Arkéa Pro Cycling Team \| + 0 s \| \| 6e \| Margot Pompanon \| France \| St Michel-Auber 93 \| + 0 s \| \| 7e \| Jess Pratt \| Australie \| Torelli-Cayman Islands-Scimitar \| + 0 s \| \| 8e \| Holly Breck \| États-Unis \| Torelli-Cayman Islands-Scimitar \| + 0 s \| \| 9e \| Henrietta Colborne \| Royaume-Uni \| GT Krush Tunap \| + 0 s \| \| 10e \| Daniek Hengeveld \| Pays-Bas \| GT Krush Tunap \| + 0 s \| |                    |             |                                    |                 |
| |                    |             |                                    |                 |
| |                    |             |                                    |                 |
| Classement de l'étape |                    |             |                                    |                 |
| Coureuse | Coureuse           | Pays        | Équipe                             | Temps           |
| 1re | Silvia Zanardi     | Italie      | Bepink                             | 2 h 26 min 39 s |
| 2e | Jelena Erić        | Serbie      | Movistar Team                      | + 0 s           |
| 3e | Danique Braam      | Pays-Bas    | Bingoal-Chevalmeire-Van Eyck Sport | + 0 s           |
| 4e | Alice Sharpe       | Irlande     | IBCT                               | + 0 s           |
| 5e | Typhaine Laurance  | France      | Arkéa Pro Cycling Team             | + 0 s           |
| 6e | Margot Pompanon    | France      | St Michel-Auber 93                 | + 0 s           |
| 7e | Jess Pratt         | Australie   | Torelli-Cayman Islands-Scimitar    | + 0 s           |
| 8e | Holly Breck        | États-Unis  | Torelli-Cayman Islands-Scimitar    | + 0 s           |
| 9e | Henrietta Colborne | Royaume-Uni | GT Krush Tunap                     | + 0 s           |
| 10e | Daniek Hengeveld   | Pays-Bas    | GT Krush Tunap                     | + 0 s           |

| \| Classement général \| Classement général \| Classement général \| Classement général \| Classement général \| \| Coureuse \| Coureuse \| Pays \| Équipe \| Temps \| \| ------------------ \| ------------------- \| ------------------ \| ----------------------- \| ------------------ \| \| 1re \| Antonia Niedermaier \| Allemagne \| Canyon//SRAM Generation \| 17 h 12 min 30 s \| \| 2e \| Loes Adegeest \| Pays-Bas \| IBCT \| + 1 min 22 s \| \| 3e \| Silvia Zanardi \| Italie \| Bepink \| + 1 min 53 s \| \| 4e \| Paula Patiño \| Colombie \| Movistar Team \| + 1 min 56 s \| \| 5e \| Simone Boilard \| Canada \| St Michel-Auber 93 \| + 2 min 28 s \| \| 6e \| Emma Langley \| États-Unis \| EF Education-TIBCO-SVB \| + 2 min 48 s \| \| 7e \| Sheyla Gutiérrez \| Espagne \| Movistar Team \| + 6 min 00 s \| \| 8e \| Claire Steels \| Royaume-Uni \| Sopela Women's Team \| + 6 min 02 s \| \| 9e \| Megan Armitage \| Irlande \| IBCT \| + 6 min 05 s \| \| 10e \| Coralie Demay \| France \| St Michel-Auber 93 \| + 6 min 31 s \| |                     |             |                         |                  |
| |                     |             |                         |                  |
| |                     |             |                         |                  |
| Classement général |                     |             |                         |                  |
| Coureuse | Coureuse            | Pays        | Équipe                  | Temps            |
| 1re | Antonia Niedermaier | Allemagne   | Canyon//SRAM Generation | 17 h 12 min 30 s |
| 2e | Loes Adegeest       | Pays-Bas    | IBCT                    | + 1 min 22 s     |
| 3e | Silvia Zanardi      | Italie      | Bepink                  | + 1 min 53 s     |
| 4e | Paula Patiño        | Colombie    | Movistar Team           | + 1 min 56 s     |
| 5e | Simone Boilard      | Canada      | St Michel-Auber 93      | + 2 min 28 s     |
| 6e | Emma Langley        | États-Unis  | EF Education-TIBCO-SVB  | + 2 min 48 s     |
| 7e | Sheyla Gutiérrez    | Espagne     | Movistar Team           | + 6 min 00 s     |
| 8e | Claire Steels       | Royaume-Uni | Sopela Women's Team     | + 6 min 02 s     |
| 9e | Megan Armitage      | Irlande     | IBCT                    | + 6 min 05 s     |
| 10e | Coralie Demay       | France      | St Michel-Auber 93      | + 6 min 31 s     |

### 7eétape
La première montée provoque une sélection dans le peloton. Au bout de onze kilomètres, Greta Richioud passe à l'offensive. Son avance atteint une minute dix. Un groupe de huit coureuses part en chasse, mais le peloton le reprend. Richioud est reprise au bout de quatre-vingt-huit kilomètres d'échappée. La dernière montée (col du Benas) provoque une forte sélection. Coralie Demay attaque et passe au sommet en tête. Elle n'est plus reprise.
| \| Classement de l'étape \| Classement de l'étape \| Classement de l'étape \| Classement de l'étape \| Classement de l'étape \| \| Coureuse \| Coureuse \| Pays \| Équipe \| Temps \| \| --------------------- \| --------------------- \| --------------------- \| ---------------------------------- \| --------------------- \| \| 1re \| Coralie Demay \| France \| St Michel-Auber 93 \| 3 h 25 min 09 s \| \| 2e \| Loes Adegeest \| Pays-Bas \| IBCT \| + 25 s \| \| 3e \| Henrietta Colborne \| Royaume-Uni \| GT Krush Tunap \| + 27 s \| \| 4e \| Paula Patiño \| Colombie \| Movistar Team \| + 28 s \| \| 5e \| Antonia Niedermaier \| Allemagne \| Canyon//SRAM Generation \| + 33 s \| \| 6e \| Claire Steels \| Royaume-Uni \| Sopela Women's Team \| + 37 s \| \| 7e \| Lotte Claes \| Belgique \| Bingoal-Chevalmeire-Van Eyck Sport \| + 44 s \| \| 8e \| Simone Boilard \| Canada \| St Michel-Auber 93 \| + 50 s \| \| 9e \| Jelena Erić \| Serbie \| Movistar Team \| + 1 min 45 s \| \| 10e \| Silvia Zanardi \| Italie \| Bepink \| + 2 min 03 s \| |                     |             |                                    |                 |
| |                     |             |                                    |                 |
| |                     |             |                                    |                 |
| Classement de l'étape |                     |             |                                    |                 |
| Coureuse | Coureuse            | Pays        | Équipe                             | Temps           |
| 1re | Coralie Demay       | France      | St Michel-Auber 93                 | 3 h 25 min 09 s |
| 2e | Loes Adegeest       | Pays-Bas    | IBCT                               | + 25 s          |
| 3e | Henrietta Colborne  | Royaume-Uni | GT Krush Tunap                     | + 27 s          |
| 4e | Paula Patiño        | Colombie    | Movistar Team                      | + 28 s          |
| 5e | Antonia Niedermaier | Allemagne   | Canyon//SRAM Generation            | + 33 s          |
| 6e | Claire Steels       | Royaume-Uni | Sopela Women's Team                | + 37 s          |
| 7e | Lotte Claes         | Belgique    | Bingoal-Chevalmeire-Van Eyck Sport | + 44 s          |
| 8e | Simone Boilard      | Canada      | St Michel-Auber 93                 | + 50 s          |
| 9e | Jelena Erić         | Serbie      | Movistar Team                      | + 1 min 45 s    |
| 10e | Silvia Zanardi      | Italie      | Bepink                             | + 2 min 03 s    |

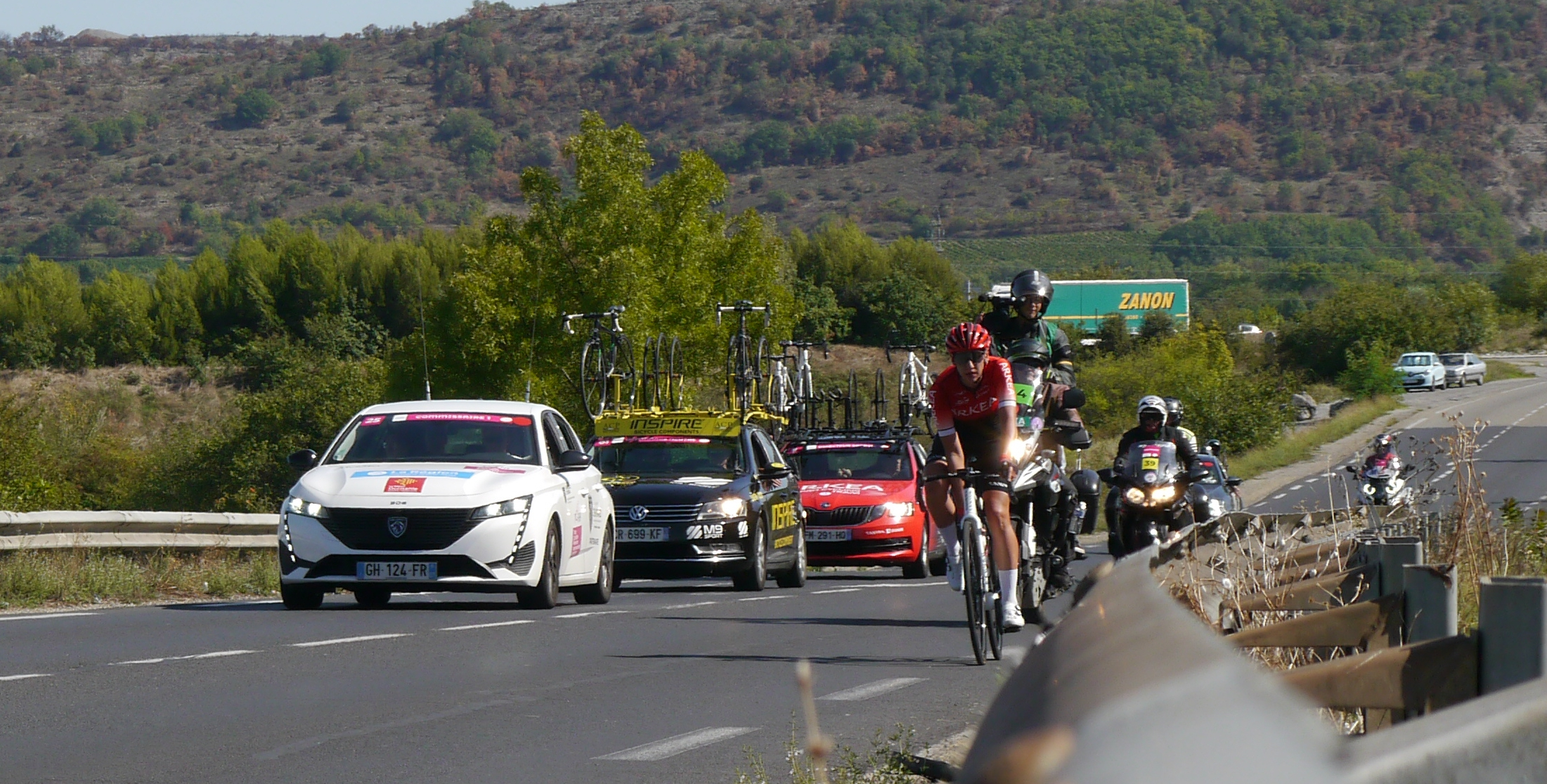
Greta Richioud échappée à Saint-Étienne-de-Fontbellon, lors de l'étape 7.
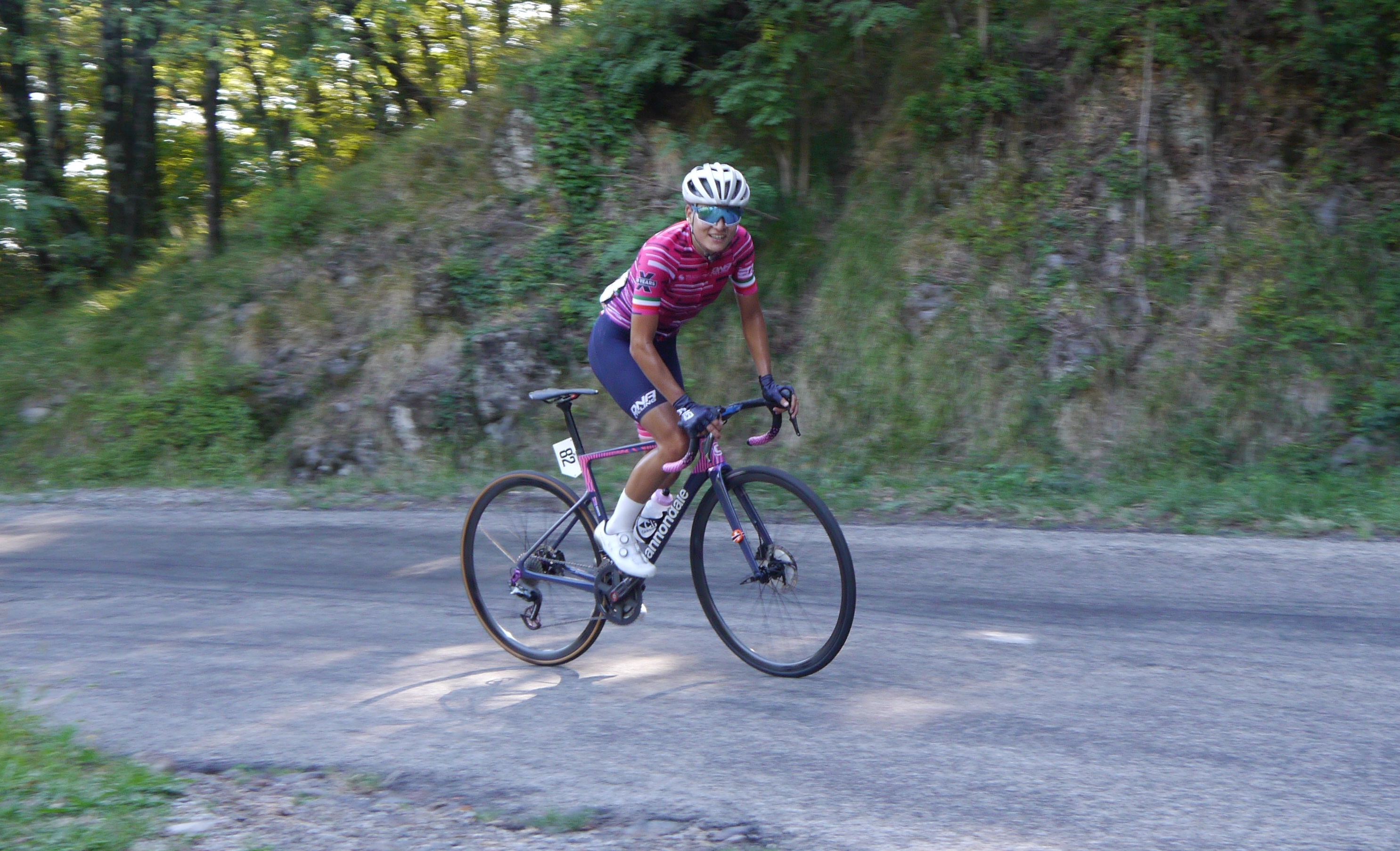
Anet Barrera Esparza (en) dans le col du Benas à Darbres, dernière montée de l'étape.
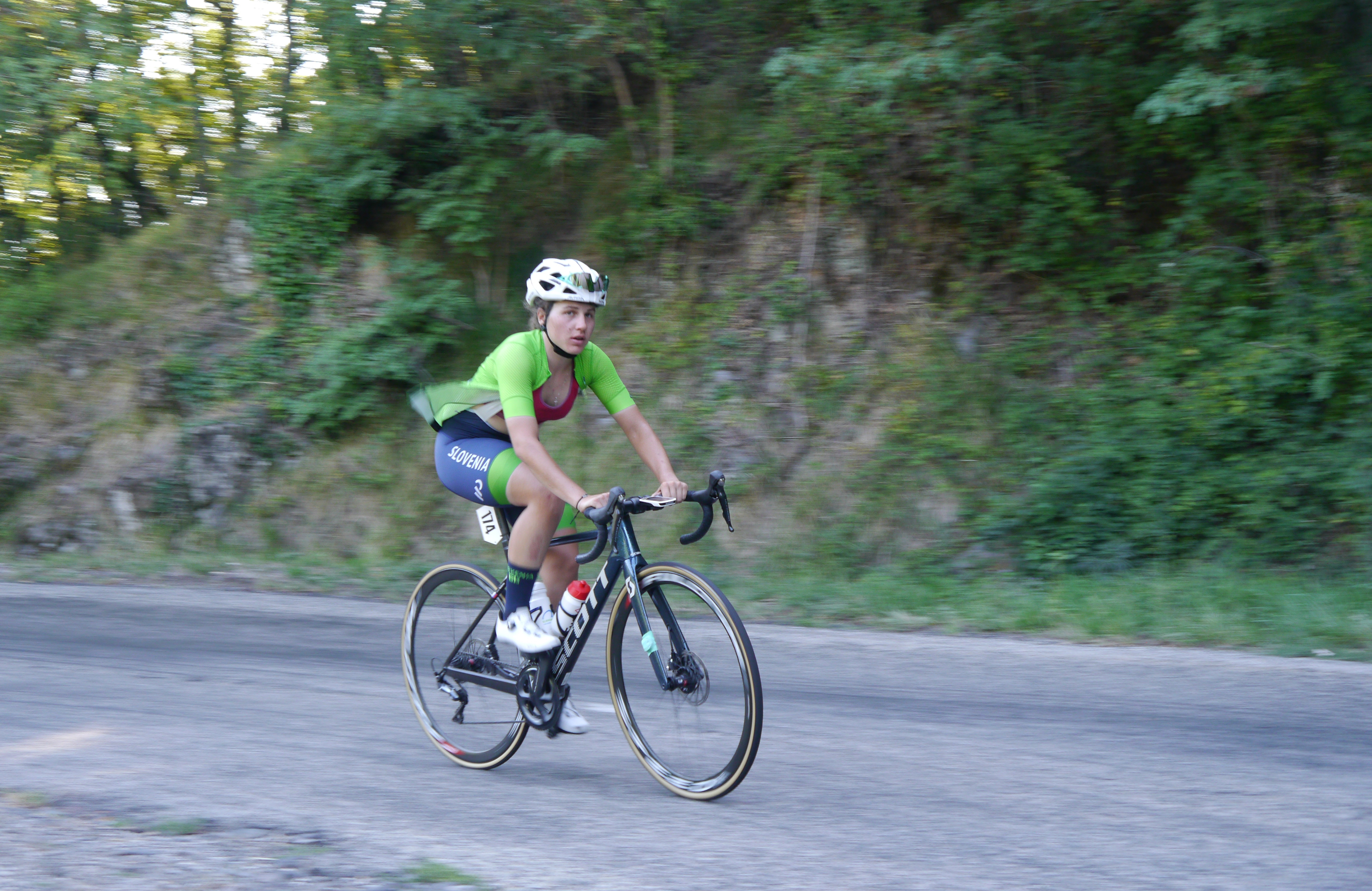
Nika Bobnar dans le col du Benas.

#### Classement de la meilleure équipe

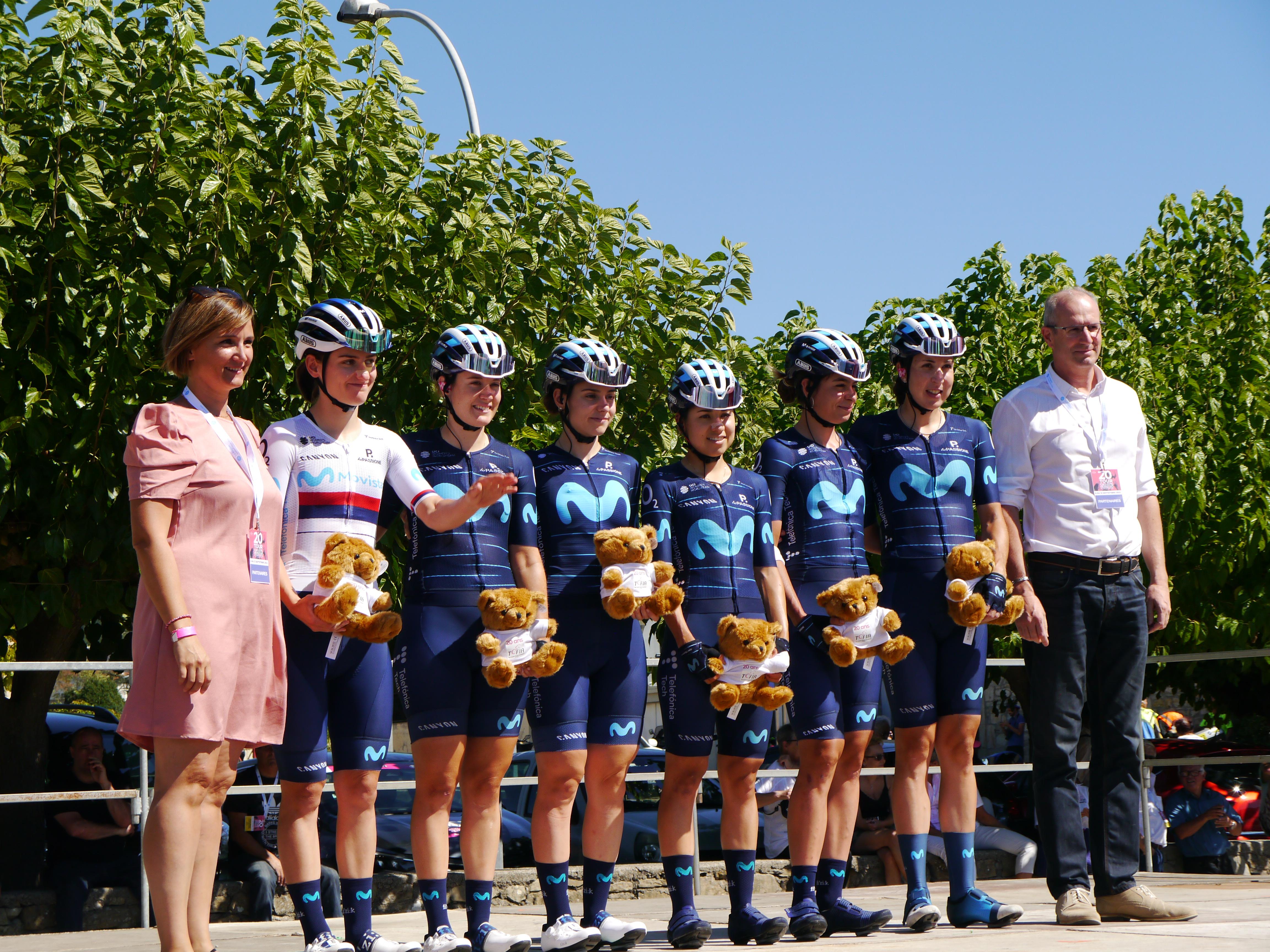
L'équipe Movistar au départ de l'étape 7, avec les élus locaux.

## Classements finals

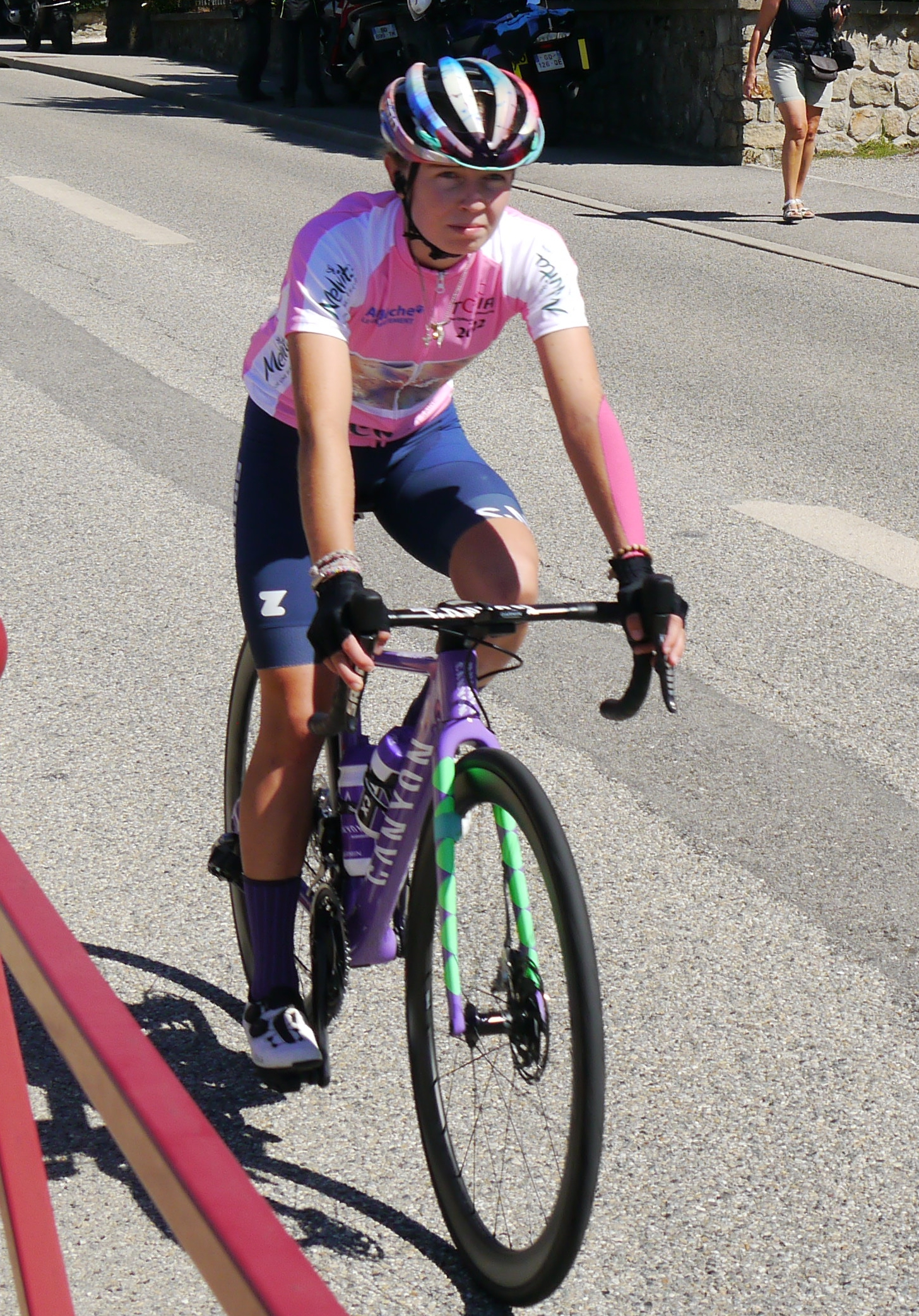
Antonia Niedermaier avec le maillot rose

### Classement général final
| \| Classement général \| Classement général \| Classement général \| Classement général \| Classement général \| \| Coureuse \| Coureuse \| Pays \| Équipe \| Temps \| \| ------------------ \| ------------------- \| ------------------ \| ---------------------------------- \| ------------------ \| \| 1re \| Antonia Niedermaier \| Allemagne \| Canyon//SRAM Generation \| 20 h 38 min 12 s \| \| 2e \| Loes Adegeest \| Pays-Bas \| IBCT \| + 1 min 14 s \| \| 3e \| Paula Patiño \| Colombie \| Movistar Team \| + 1 min 51 s \| \| 4e \| Simone Boilard \| Canada \| St Michel-Auber 93 \| + 2 min 45 s \| \| 5e \| Silvia Zanardi \| Italie \| Bepink \| + 3 min 23 s \| \| 6e \| Emma Langley \| États-Unis \| EF Education-TIBCO-SVB \| + 4 min 02 s \| \| 7e \| Coralie Demay \| France \| St Michel-Auber 93 \| + 5 min 58 s \| \| 8e \| Claire Steels \| Royaume-Uni \| Sopela Women's Team \| + 6 min 06 s \| \| 9e \| Lotte Claes \| Belgique \| Bingoal-Chevalmeire-Van Eyck Sport \| + 6 min 45 s \| \| 10e \| Morgane Coston \| France \| Arkéa Pro Cycling Team \| + 8 min 33 s \| |                     |             |                                    |                  |
| |                     |             |                                    |                  |
| |                     |             |                                    |                  |
| Classement général |                     |             |                                    |                  |
| Coureuse | Coureuse            | Pays        | Équipe                             | Temps            |
| 1re | Antonia Niedermaier | Allemagne   | Canyon//SRAM Generation            | 20 h 38 min 12 s |
| 2e | Loes Adegeest       | Pays-Bas    | IBCT                               | + 1 min 14 s     |
| 3e | Paula Patiño        | Colombie    | Movistar Team                      | + 1 min 51 s     |
| 4e | Simone Boilard      | Canada      | St Michel-Auber 93                 | + 2 min 45 s     |
| 5e | Silvia Zanardi      | Italie      | Bepink                             | + 3 min 23 s     |
| 6e | Emma Langley        | États-Unis  | EF Education-TIBCO-SVB             | + 4 min 02 s     |
| 7e | Coralie Demay       | France      | St Michel-Auber 93                 | + 5 min 58 s     |
| 8e | Claire Steels       | Royaume-Uni | Sopela Women's Team                | + 6 min 06 s     |
| 9e | Lotte Claes         | Belgique    | Bingoal-Chevalmeire-Van Eyck Sport | + 6 min 45 s     |
| 10e | Morgane Coston      | France      | Arkéa Pro Cycling Team             | + 8 min 33 s     |

### Points UCI
| Position           | 1er | 2e | 3e | 4e | 5e | 6e | 7e | 8e | 9e | 10e | 11e | 12e | 13e à 15e | 16e à 25e |
| Classement général | 125 | 85 | 70 | 60 | 50 | 40 | 35 | 30 | 25 | 20  | 15  | 10  | 5         | 3         |
| Par étape          | 16  | 12 | 8  | 6  | 5  | 4  | 3  | 2  |    |     |     |     |           |           |
| Leader, par étape  | 3   |    |    |    |    |    |    |    |    |     |     |     |           |           |

### Classements annexes
| Classement par points | Classement par points | Classement par points | Classement par points   | Classement par points |
| Coureuse              | Coureuse              | Pays                  | Équipe                  | Points                |
| --------------------- | --------------------- | --------------------- | ----------------------- | --------------------- |
| 1re                   | Silvia Zanardi        | Italie                | Bepink                  | 56 pts                |
| 2e                    | Loes Adegeest         | Pays-Bas              | IBCT                    | 41 pts                |
| 3e                    | Antonia Niedermaier   | Allemagne             | Canyon//SRAM Generation | 36 pts                |
| 4e                    | Simone Boilard        | Canada                | St Michel-Auber 93      | 29 pts                |
| 5e                    | Coralie Demay         | France                | St Michel-Auber 93      | 25 pts                |
| 6e                    | Jelena Erić           | Serbie                | Movistar Team           | 25 pts                |
| 7e                    | Claire Steels         | Royaume-Uni           | Sopela Women's Team     | 18 pts                |
| 8e                    | Paula Patiño          | Colombie              | Movistar Team           | 17 pts                |
| 9e                    | Henrietta Colborne    | Royaume-Uni           | GT Krush Tunap          | 17 pts                |
| 10e                   | Typhaine Laurance     | France                | Arkéa Pro Cycling Team  | 12 pts                |

| Classement par points | Classement par points | Classement par points | Classement par points   | Classement par points |
| Coureuse              | Coureuse              | Pays                  | Équipe                  | Points                |
| --------------------- | --------------------- | --------------------- | ----------------------- | --------------------- |
| 1re                   | Silvia Zanardi        | Italie                | Bepink                  | 56 pts                |
| 2e                    | Loes Adegeest         | Pays-Bas              | IBCT                    | 41 pts                |
| 3e                    | Antonia Niedermaier   | Allemagne             | Canyon//SRAM Generation | 36 pts                |
| 4e                    | Simone Boilard        | Canada                | St Michel-Auber 93      | 29 pts                |
| 5e                    | Coralie Demay         | France                | St Michel-Auber 93      | 25 pts                |
| 6e                    | Jelena Erić           | Serbie                | Movistar Team           | 25 pts                |
| 7e                    | Claire Steels         | Royaume-Uni           | Sopela Women's Team     | 18 pts                |
| 8e                    | Paula Patiño          | Colombie              | Movistar Team           | 17 pts                |
| 9e                    | Henrietta Colborne    | Royaume-Uni           | GT Krush Tunap          | 17 pts                |
| 10e                   | Typhaine Laurance     | France                | Arkéa Pro Cycling Team  | 12 pts                |

| Classement de la montagne | Classement de la montagne | Classement de la montagne | Classement de la montagne | Classement de la montagne |
| Coureuse                  | Coureuse                  | Pays                      | Équipe                    | Points                    |
| ------------------------- | ------------------------- | ------------------------- | ------------------------- | ------------------------- |
| 1re                       | Coralie Demay             | France                    | St Michel-Auber 93        | 38 pts                    |
| 2e                        | Antonia Niedermaier       | Allemagne                 | Canyon//SRAM Generation   | 33 pts                    |
| 3e                        | Nadia Quagliotto          | Italie                    | Bepink                    | 27 pts                    |
| 4e                        | Claire Steels             | Royaume-Uni               | Sopela Women's Team       | 27 pts                    |
| 5e                        | Morgane Coston            | France                    | Arkéa Pro Cycling Team    | 26 pts                    |
| 6e                        | Silvia Zanardi            | Italie                    | Bepink                    | 12 pts                    |
| 7e                        | Greta Richioud            | France                    | Arkéa Pro Cycling Team    | 10 pts                    |
| 8e                        | Paula Patiño              | Colombie                  | Movistar Team             | 10 pts                    |
| 9e                        | Loes Adegeest             | Pays-Bas                  | IBCT                      | 4 pts                     |
| 10e                       | Emma Langley              | États-Unis                | États-Unis                | 4 pts                     |

| Classement de la montagne | Classement de la montagne | Classement de la montagne | Classement de la montagne | Classement de la montagne |
| Coureuse                  | Coureuse                  | Pays                      | Équipe                    | Points                    |
| ------------------------- | ------------------------- | ------------------------- | ------------------------- | ------------------------- |
| 1re                       | Coralie Demay             | France                    | St Michel-Auber 93        | 38 pts                    |
| 2e                        | Antonia Niedermaier       | Allemagne                 | Canyon//SRAM Generation   | 33 pts                    |
| 3e                        | Nadia Quagliotto          | Italie                    | Bepink                    | 27 pts                    |
| 4e                        | Claire Steels             | Royaume-Uni               | Sopela Women's Team       | 27 pts                    |
| 5e                        | Morgane Coston            | France                    | Arkéa Pro Cycling Team    | 26 pts                    |
| 6e                        | Silvia Zanardi            | Italie                    | Bepink                    | 12 pts                    |
| 7e                        | Greta Richioud            | France                    | Arkéa Pro Cycling Team    | 10 pts                    |
| 8e                        | Paula Patiño              | Colombie                  | Movistar Team             | 10 pts                    |
| 9e                        | Loes Adegeest             | Pays-Bas                  | IBCT                      | 4 pts                     |
| 10e                       | Emma Langley              | États-Unis                | États-Unis                | 4 pts                     |

| Classement du meilleur jeune | Classement du meilleur jeune | Classement du meilleur jeune | Classement du meilleur jeune      | Classement du meilleur jeune |
| Coureuse                     | Coureuse                     | Pays                         | Équipe                            | Temps                        |
| ---------------------------- | ---------------------------- | ---------------------------- | --------------------------------- | ---------------------------- |
| 1re                          | Antonia Niedermaier          | Allemagne                    | Canyon//SRAM Generation           | 20 h 38 min 12 s             |
| 2e                           | Simone Boilard               | Canada                       | St Michel-Auber 93                | + 2 min 45 s                 |
| 3e                           | Silvia Zanardi               | Italie                       | Bepink                            | + 3 min 23 s                 |
| 4e                           | Tjaša Sušnik                 | Slovénie                     | Slovénie                          | + 23 min 07 s                |
| 5e                           | Marine Allione               | France                       | Stade Rochelais Charente-Maritime | + 24 min 41 s                |
| 6e                           | Camille Fahy                 | France                       | St Michel-Auber 93                | + 31 min 59 s                |
| 7e                           | Marina Varenyk               | Ukraine                      | Eneicat-RBH                       | + 33 min 37 s                |
| 8e                           | Matilde Vitillo              | Italie                       | Bepink                            | + 35 min 02 s                |
| 9e                           | Prisca Savi                  | Italie                       | Bepink                            | + 37 min 12 s                |
| 10e                          | Magdalene Lind               | Norvège                      | Norvège                           | + 38 min 58 s                |

| Classement du meilleur jeune | Classement du meilleur jeune | Classement du meilleur jeune | Classement du meilleur jeune      | Classement du meilleur jeune |
| Coureuse                     | Coureuse                     | Pays                         | Équipe                            | Temps                        |
| ---------------------------- | ---------------------------- | ---------------------------- | --------------------------------- | ---------------------------- |
| 1re                          | Antonia Niedermaier          | Allemagne                    | Canyon//SRAM Generation           | 20 h 38 min 12 s             |
| 2e                           | Simone Boilard               | Canada                       | St Michel-Auber 93                | + 2 min 45 s                 |
| 3e                           | Silvia Zanardi               | Italie                       | Bepink                            | + 3 min 23 s                 |
| 4e                           | Tjaša Sušnik                 | Slovénie                     | Slovénie                          | + 23 min 07 s                |
| 5e                           | Marine Allione               | France                       | Stade Rochelais Charente-Maritime | + 24 min 41 s                |
| 6e                           | Camille Fahy                 | France                       | St Michel-Auber 93                | + 31 min 59 s                |
| 7e                           | Marina Varenyk               | Ukraine                      | Eneicat-RBH                       | + 33 min 37 s                |
| 8e                           | Matilde Vitillo              | Italie                       | Bepink                            | + 35 min 02 s                |
| 9e                           | Prisca Savi                  | Italie                       | Bepink                            | + 37 min 12 s                |
| 10e                          | Magdalene Lind               | Norvège                      | Norvège                           | + 38 min 58 s                |

| Classement des sprints | Classement des sprints | Classement des sprints | Classement des sprints  | Classement des sprints |
| Coureuse               | Coureuse               | Pays                   | Équipe                  | Points                 |
| ---------------------- | ---------------------- | ---------------------- | ----------------------- | ---------------------- |
| 1re                    | Silvia Zanardi         | Italie                 | Bepink                  | 36 pts                 |
| 2e                     | Greta Richioud         | France                 | Arkéa Pro Cycling Team  | 20 pts                 |
| 3e                     | Antonia Niedermaier    | Allemagne              | Canyon//SRAM Generation | 15 pts                 |

| Classement des sprints | Classement des sprints | Classement des sprints | Classement des sprints  | Classement des sprints |
| Coureuse               | Coureuse               | Pays                   | Équipe                  | Points                 |
| ---------------------- | ---------------------- | ---------------------- | ----------------------- | ---------------------- |
| 1re                    | Silvia Zanardi         | Italie                 | Bepink                  | 36 pts                 |
| 2e                     | Greta Richioud         | France                 | Arkéa Pro Cycling Team  | 20 pts                 |
| 3e                     | Antonia Niedermaier    | Allemagne              | Canyon//SRAM Generation | 15 pts                 |

| Classement par équipes | Classement par équipes | Classement par équipes | Classement par équipes |
| Équipe                 | Équipe                 | Pays                   | Temps                  |
| ---------------------- | ---------------------- | ---------------------- | ---------------------- |
| 1re                    | Movistar Team          | Espagne                | 62 h 14 min 07 s       |
| 2e                     | St Michel-Auber 93     | France                 | + 19 min 20 s          |
| 3e                     | GT Krush Tunap         | Pays-Bas               | + 22 min 23 s          |

| Classement par équipes | Classement par équipes | Classement par équipes | Classement par équipes |
| Équipe                 | Équipe                 | Pays                   | Temps                  |
| ---------------------- | ---------------------- | ---------------------- | ---------------------- |
| 1re                    | Movistar Team          | Espagne                | 62 h 14 min 07 s       |
| 2e                     | St Michel-Auber 93     | France                 | + 19 min 20 s          |
| 3e                     | GT Krush Tunap         | Pays-Bas               | + 22 min 23 s          |

## Évolution des classements
| Étape              |                           | Vainqueur _         | Classement général  | Classement par points | Meilleure grimpeuse | Meilleure sprinteuse | Meilleure jeune     | Meilleure équipe _ |
| ------------------ | ------------------------- | ------------------- | ------------------- | --------------------- | ------------------- | -------------------- | ------------------- | ------------------ |
| 1re étape          | étape vallonnée           | Sheyla Gutiérrez    | Sheyla Gutiérrez    | Sheyla Gutiérrez      | Nadia Quagliotto    | Danique Braam        | Simone Boilard      | Movistar Team      |
| 2e étape           | étape de plaine           | Sheyla Gutiérrez    | Sheyla Gutiérrez    | Sheyla Gutiérrez      | Nadia Quagliotto    | Danique Braam        | Simone Boilard      | St Michel-Auber 93 |
| 3e étape           | étape vallonnée           | Loes Adegeest       | Loes Adegeest       | Sheyla Gutiérrez      | Nadia Quagliotto    | Danique Braam        | Ricarda Bauernfeind | Movistar Team      |
| 4e étape           | étape vallonnée           | Antonia Niedermaier | Antonia Niedermaier | Sheyla Gutiérrez      | Nadia Quagliotto    | Danique Braam        | Antonia Niedermaier | Movistar Team      |
| 5e étape           | étape de moyenne montagne | Antonia Niedermaier | Antonia Niedermaier | Silvia Zanardi        | Antonia Niedermaier | Silvia Zanardi       | Antonia Niedermaier | Movistar Team      |
| 6e étape           | étape vallonnée           | Silvia Zanardi      | Antonia Niedermaier | Silvia Zanardi        | Antonia Niedermaier | Silvia Zanardi       | Antonia Niedermaier | Movistar Team      |
| 7e étape           | étape de moyenne montagne | Coralie Demay       | Antonia Niedermaier | Silvia Zanardi        | Coralie Demay       | Silvia Zanardi       | Antonia Niedermaier | Movistar Team      |
| Classements finals | Classements finals        |                     | Antonia Niedermaier | Silvia Zanardi        | Coralie Demay       | Silvia Zanardi       | Antonia Niedermaier | Movistar Team      |

## Liste des participantes
| Légende                                | Légende                                                                                              | Légende                          | Légende |
| -------------------------------------- | --- | -------------------------------- | --- |
| Num                                    | Dossard de départ porté par la coureuse sur ce Tour cycliste féminin international de l'Ardèche      | Pos                              | Position finale au classement général                                                                           |
| Leader du classement général           | Indique la vainqueur du classement général                                                           | Leader du classement par points  | Indique la vainqueur du classement par points                                                                   |
| Leader du classement de la montagne    | Indique la vainqueur du classement de la montagne                                                    | Leader du classement des sprints | Indique la vainqueur du classement des sprints                                                                  |
| Leader du classement du meilleur jeune | Indique la vainqueur du classement de la meilleure jeune                                             |                                  | Indique un maillot de champion national ou mondial, suivi de sa spécialité                                      |
| #                                      | Indique la meilleure équipe                                                                          | NP                               | Indique une coureuse qui n'a pas pris le départ d'une étape, suivi du numéro de l'étape où elle s'est retirée   |
| AB                                     | Indique une coureuse qui n'a pas terminé une étape, suivi du numéro de l'étape où elle s'est retirée | HD                               | Indique un coureuse qui a terminé une étape hors des délais, suivi du numéro de l'étape                         |
| DSQ                                    | Indique un coureur qui a été disqualifié de la course, suivi du numéro de l'étape                    | *                                | Indique un coureuse en lice pour le classement de la meilleure jeune (coureuses nées après le 1er janvier 1997) |

| Movistar Team MOV | Movistar Team MOV      | Movistar Team MOV |
| ----------------- | ---------------------- | ----------------- |
| Num               | Coureuse               | Pos               |
| 1                 | Sheyla Gutiérrez (ESP) | AB                |
| 2                 | Jelena Erić (SRB)      | 14e               |
| 3                 | Alicia González (ESP)  | 39e               |
| 4                 | Lourdes Oyarbide (ESP) | 26e               |
| 5                 | Paula Patiño (COL)     | 3e                |
| 6                 | Gloria Rodríguez (ESP) | AB                |

| Bepink BPK | Bepink BPK              | Bepink BPK |
| ---------- | ----------------------- | ---------- |
| Num        | Coureuse                | Pos        |
| 11         | Marketa Hajkova (CZE)   | 40e        |
| 12         | Prisca Savi (ITA)       | 35e        |
| 13         | Matilde Vitillo (ITA)   | 33e        |
| 14         | Nadia Quagliotto (ITA)  | 28e        |
| 15         | Silvia Zanardi (ITA)    | 5e         |
| 16         | Matilde Bertolini (ITA) | HD-1       |

| IBCT IBC | IBCT IBC               | IBCT IBC |
| -------- | ---------------------- | -------- |
| Num      | Coureuse               | Pos      |
| 21       | Loes Adegeest (NED)    | 2e       |
| 22       | Fien Van Eynde (BEL)   | AB       |
| 23       | Megan Armitage (IRL)   | 11e      |
| 24       | Antonia Gröndahl (FIN) | 43e      |
| 25       | Alice Sharpe (IRL)     | 30e      |
| 26       | Prudence Fowler (NZL)  | 65e      |

| Canyon//SRAM Generation CSG | Canyon//SRAM Generation CSG | Canyon//SRAM Generation CSG |
| --------------------------- | --------------------------- | --------------------------- |
| Num                         | Coureuse                    | Pos                         |
| 31                          | Agua Marina Espínola (PAR)  | 29e                         |
| 32                          | Valantine Nzayisenga (RWA)  | 51e                         |
| 33                          | Ricarda Bauernfeind (GER)   | NP-4                        |
| 35                          | Olivia Shililifa (NAM)      | AB-1                        |
| 36                          | Antonia Niedermaier (GER)   | 1re                         |

| Arkéa Pro Cycling Team ARK | Arkéa Pro Cycling Team ARK | Arkéa Pro Cycling Team ARK |
| -------------------------- | -------------------------- | -------------------------- |
| Num                        | Coureuse                   | Pos                        |
| 41                         | Typhaine Laurance (FRA)    | 27e                        |
| 42                         | Lucie Jounier (FRA)        | AB-1                       |
| 43                         | Morgane Coston (FRA)       | 10e                        |
| 44                         | Greta Richioud (FRA)       | 19e                        |

| St Michel-Auber 93 AUB | St Michel-Auber 93 AUB | St Michel-Auber 93 AUB |
| ---------------------- | ---------------------- | ---------------------- |
| Num                    | Coureuse               | Pos                    |
| 51                     | Simone Boilard (CAN)   | 4e                     |
| 52                     | Perrine Clauzel (FRA)  | HD-5                   |
| 53                     | Coralie Demay (FRA)    | 7e                     |
| 54                     | Margot Pompanon (FRA)  | AB                     |
| 55                     | Camille Fahy (FRA)     | 31e                    |

| Bingoal-Chevalmeire-Van Eyck Sport BCV | Bingoal-Chevalmeire-Van Eyck Sport BCV | Bingoal-Chevalmeire-Van Eyck Sport BCV |
| -------------------------------------- | -------------------------------------- | -------------------------------------- |
| Num                                    | Coureuse                               | Pos                                    |
| 61                                     | Lotte Claes (BEL)                      | 9e                                     |
| 62                                     | Olha Kulynych (UKR)                    | AB-1                                   |
| 63                                     | Lotte Popelier (BEL)                   | AB-1                                   |
| 65                                     | Coralie Savina (FRA)                   | HD-5                                   |
| 66                                     | Danique Braam (NED)                    | AB                                     |

| Stade Rochelais Charente-Maritime CMW | Stade Rochelais Charente-Maritime CMW | Stade Rochelais Charente-Maritime CMW |
| ------------------------------------- | ------------------------------------- | ------------------------------------- |
| Num                                   | Coureuse                              | Pos                                   |
| 71                                    | Séverine Eraud (FRA)                  | AB-5                                  |
| 72                                    | Noémie Abgrall (FRA)                  | 54e                                   |
| 73                                    | Marine Allione (FRA)                  | 24e                                   |
| 75                                    | Anastasiya Kolesava (BLR)             | 48e                                   |
| 76                                    | Natalie Grinczer (GBR)                | AB                                    |

| DNA Pro Cycling DNA | DNA Pro Cycling DNA    | DNA Pro Cycling DNA |
| ------------------- | ---------------------- | ------------------- |
| Num                 | Coureuse               | Pos                 |
| 81                  | Diana Peñuela (COL)    | 20e                 |
| 82                  | Anet Barrera (MEX)     | 12e                 |
| 83                  | Erica Clevenger (USA)  | 52e                 |
| 84                  | Heather Fischer (USA)  | AB-4                |
| 85                  | Kaitlyn Rauwerda (CAN) | AB                  |
| 86                  | Kira Payer (USA)       | 59e                 |

| Eneicat-RBH EIC | Eneicat-RBH EIC         | Eneicat-RBH EIC |
| --------------- | ----------------------- | --------------- |
| Num             | Coureuse                | Pos             |
| 91              | Almudena Montalvo (ESP) | 50e             |
| 94              | Aranza Villalón (CHI)   | AB              |
| 95              | Marina Varenyk (UKR)    | 32e             |
| 96              | Claudia San Justo (ESP) | 61e             |

| Sopela Women's Team SWT | Sopela Women's Team SWT        | Sopela Women's Team SWT |
| ----------------------- | ------------------------------ | ----------------------- |
| Num                     | Coureuse                       | Pos                     |
| 101                     | Alice Coutinho (FRA)           | 49e                     |
| 102                     | Nadine Michaela Gill (GER)     | AB-2                    |
| 103                     | Claire Steels (GBR)            | 8e                      |
| 104                     | Naia Amondarain Gazañaga (ESP) | 56e                     |

| Farto-BTC FAR | Farto-BTC FAR           | Farto-BTC FAR |
| ------------- | ----------------------- | ------------- |
| Num           | Coureuse                | Pos           |
| 111           | Cécile Lejeune (FRA)    | 34e           |
| 112           | Marta Romeu (ESP)       | 42e           |
| 113           | Ariadna Gutiérrez (MEX) | 23e           |
| 114           | Lina Svarinska (LAT)    | 55e           |
| 115           | Azulde Britz (RSA)      | 66e           |

| GT Krush Tunap BPC | GT Krush Tunap BPC       | GT Krush Tunap BPC |
| ------------------ | ------------------------ | ------------------ |
| Num                | Coureuse                 | Pos                |
| 121                | Henrietta Colborne (GBR) | 16e                |
| 122                | Daniek Hengeveld (NED)   | 38e                |
| 123                | Femke de Vries (NED)     | 17e                |
| 126                | Marissa Baks (NED)       | 18e                |

| Torelli-Cayman Islands-Scimitar ___ | Torelli-Cayman Islands-Scimitar ___ | Torelli-Cayman Islands-Scimitar ___ |
| ----------------------------------- | ----------------------------------- | ----------------------------------- |
| Num                                 | Coureuse                            | Pos                                 |
| 131                                 | Nicole Coates (GBR)                 | 21e                                 |
| 132                                 | Jess Pratt (AUS)                    | 53e                                 |
| 133                                 | Holly Breck (USA)                   | 46e                                 |
| 134                                 | Claire Cameron (CAN)                | 58e                                 |
| 135                                 | Imogen Alton (AUS)                  | AB-1                                |
| 136                                 | Annamarie Lipp (NZL)                | 45e                                 |

| Centre mondial du cyclisme WCC | Centre mondial du cyclisme WCC | Centre mondial du cyclisme WCC |
| ------------------------------ | ------------------------------ | ------------------------------ |
| Num                            | Coureuse                       | Pos                            |
| 141                            | Amha Geregiel Selam (ETH)      | AB                             |
| 142                            | Natalia Franco (COL)           | AB-5                           |
| 143                            | Maude Le Roux (RSA)            | 47e                            |
| 144                            | Luciana Roland (ARG)           | 62e                            |
| 145                            | Elina Tasane (EST)             | 41e                            |
| 146                            | Veronika Jandová (CZE)         | AB-3                           |

| Lviv Cycling Team LCW | Lviv Cycling Team LCW    | Lviv Cycling Team LCW |
| --------------------- | ------------------------ | --------------------- |
| Num                   | Coureuse                 | Pos                   |
| 151                   | Bronwyn Macgregor (NZL)  | AB-5                  |
| 152                   | Karolina Perekitko (POL) | 15e                   |
| 154                   | Alicia Evans (NZL)       | AB                    |
| 154                   | Agata Flis (POL)         | 63e                   |
| 155                   | Dorka Jordán (HUN)       | AB-3                  |
| 156                   | Hanna Johansson (SWE)    | AB-5                  |

| Norvège NOR | Norvège NOR             | Norvège NOR |
| ----------- | ----------------------- | ----------- |
| Num         | Coureuse                | Pos         |
| 161         | Ingrid Lorvik           | 64e         |
| 162         | Malin Eriksen           | 44e         |
| 163         | Merethe Liland          | AB-1        |
| 164         | Magdalene Lind          | 36e         |
| 165         | Sigrid Ytterhus Haugset | 13e         |
| 166         | Stine Marie Snortheim   | 60e         |

| Slovénie SLO | Slovénie SLO  | Slovénie SLO |
| ------------ | ------------- | ------------ |
| Num          | Coureuse      | Pos          |
| 171          | Erika Jesenko | 37e          |
| 172          | Tjaša Sušnik  | 22e          |
| 173          | Nina Pugelj   | AB           |
| 174          | Nika Bobnar   | 57e          |
| 175          | Lara Maretič  | AB-5         |

| États-Unis USA | États-Unis USA   | États-Unis USA |
| -------------- | ---------------- | -------------- |
| Num            | Coureuse         | Pos            |
| 181            | Shayna Powless   | AB             |
| 182            | Heidi Franz      | 25e            |
| 183            | Cara O'Neill     | 67e            |
| 184            | Kyleigh Spearing | AB-5           |
| 185            | Maddy Ward       | AB-1           |
| 186            | Emma Langley     | 6e             |

| Movistar Team MOV | Movistar Team MOV      | Movistar Team MOV |
| ----------------- | ---------------------- | ----------------- |
| Num               | Coureuse               | Pos               |
| 1                 | Sheyla Gutiérrez (ESP) | AB                |
| 2                 | Jelena Erić (SRB)      | 14e               |
| 3                 | Alicia González (ESP)  | 39e               |
| 4                 | Lourdes Oyarbide (ESP) | 26e               |
| 5                 | Paula Patiño (COL)     | 3e                |
| 6                 | Gloria Rodríguez (ESP) | AB                |

| Bepink BPK | Bepink BPK              | Bepink BPK |
| ---------- | ----------------------- | ---------- |
| Num        | Coureuse                | Pos        |
| 11         | Marketa Hajkova (CZE)   | 40e        |
| 12         | Prisca Savi (ITA)       | 35e        |
| 13         | Matilde Vitillo (ITA)   | 33e        |
| 14         | Nadia Quagliotto (ITA)  | 28e        |
| 15         | Silvia Zanardi (ITA)    | 5e         |
| 16         | Matilde Bertolini (ITA) | HD-1       |

| IBCT IBC | IBCT IBC               | IBCT IBC |
| -------- | ---------------------- | -------- |
| Num      | Coureuse               | Pos      |
| 21       | Loes Adegeest (NED)    | 2e       |
| 22       | Fien Van Eynde (BEL)   | AB       |
| 23       | Megan Armitage (IRL)   | 11e      |
| 24       | Antonia Gröndahl (FIN) | 43e      |
| 25       | Alice Sharpe (IRL)     | 30e      |
| 26       | Prudence Fowler (NZL)  | 65e      |

| Canyon//SRAM Generation CSG | Canyon//SRAM Generation CSG | Canyon//SRAM Generation CSG |
| --------------------------- | --------------------------- | --------------------------- |
| Num                         | Coureuse                    | Pos                         |
| 31                          | Agua Marina Espínola (PAR)  | 29e                         |
| 32                          | Valantine Nzayisenga (RWA)  | 51e                         |
| 33                          | Ricarda Bauernfeind (GER)   | NP-4                        |
| 35                          | Olivia Shililifa (NAM)      | AB-1                        |
| 36                          | Antonia Niedermaier (GER)   | 1re                         |

| Arkéa Pro Cycling Team ARK | Arkéa Pro Cycling Team ARK | Arkéa Pro Cycling Team ARK |
| -------------------------- | -------------------------- | -------------------------- |
| Num                        | Coureuse                   | Pos                        |
| 41                         | Typhaine Laurance (FRA)    | 27e                        |
| 42                         | Lucie Jounier (FRA)        | AB-1                       |
| 43                         | Morgane Coston (FRA)       | 10e                        |
| 44                         | Greta Richioud (FRA)       | 19e                        |

| St Michel-Auber 93 AUB | St Michel-Auber 93 AUB | St Michel-Auber 93 AUB |
| ---------------------- | ---------------------- | ---------------------- |
| Num                    | Coureuse               | Pos                    |
| 51                     | Simone Boilard (CAN)   | 4e                     |
| 52                     | Perrine Clauzel (FRA)  | HD-5                   |
| 53                     | Coralie Demay (FRA)    | 7e                     |
| 54                     | Margot Pompanon (FRA)  | AB                     |
| 55                     | Camille Fahy (FRA)     | 31e                    |

| Bingoal-Chevalmeire-Van Eyck Sport BCV | Bingoal-Chevalmeire-Van Eyck Sport BCV | Bingoal-Chevalmeire-Van Eyck Sport BCV |
| -------------------------------------- | -------------------------------------- | -------------------------------------- |
| Num                                    | Coureuse                               | Pos                                    |
| 61                                     | Lotte Claes (BEL)                      | 9e                                     |
| 62                                     | Olha Kulynych (UKR)                    | AB-1                                   |
| 63                                     | Lotte Popelier (BEL)                   | AB-1                                   |
| 65                                     | Coralie Savina (FRA)                   | HD-5                                   |
| 66                                     | Danique Braam (NED)                    | AB                                     |

| Stade Rochelais Charente-Maritime CMW | Stade Rochelais Charente-Maritime CMW | Stade Rochelais Charente-Maritime CMW |
| ------------------------------------- | ------------------------------------- | ------------------------------------- |
| Num                                   | Coureuse                              | Pos                                   |
| 71                                    | Séverine Eraud (FRA)                  | AB-5                                  |
| 72                                    | Noémie Abgrall (FRA)                  | 54e                                   |
| 73                                    | Marine Allione (FRA)                  | 24e                                   |
| 75                                    | Anastasiya Kolesava (BLR)             | 48e                                   |
| 76                                    | Natalie Grinczer (GBR)                | AB                                    |

| DNA Pro Cycling DNA | DNA Pro Cycling DNA    | DNA Pro Cycling DNA |
| ------------------- | ---------------------- | ------------------- |
| Num                 | Coureuse               | Pos                 |
| 81                  | Diana Peñuela (COL)    | 20e                 |
| 82                  | Anet Barrera (MEX)     | 12e                 |
| 83                  | Erica Clevenger (USA)  | 52e                 |
| 84                  | Heather Fischer (USA)  | AB-4                |
| 85                  | Kaitlyn Rauwerda (CAN) | AB                  |
| 86                  | Kira Payer (USA)       | 59e                 |

| Eneicat-RBH EIC | Eneicat-RBH EIC         | Eneicat-RBH EIC |
| --------------- | ----------------------- | --------------- |
| Num             | Coureuse                | Pos             |
| 91              | Almudena Montalvo (ESP) | 50e             |
| 94              | Aranza Villalón (CHI)   | AB              |
| 95              | Marina Varenyk (UKR)    | 32e             |
| 96              | Claudia San Justo (ESP) | 61e             |

| Sopela Women's Team SWT | Sopela Women's Team SWT        | Sopela Women's Team SWT |
| ----------------------- | ------------------------------ | ----------------------- |
| Num                     | Coureuse                       | Pos                     |
| 101                     | Alice Coutinho (FRA)           | 49e                     |
| 102                     | Nadine Michaela Gill (GER)     | AB-2                    |
| 103                     | Claire Steels (GBR)            | 8e                      |
| 104                     | Naia Amondarain Gazañaga (ESP) | 56e                     |

| Farto-BTC FAR | Farto-BTC FAR           | Farto-BTC FAR |
| ------------- | ----------------------- | ------------- |
| Num           | Coureuse                | Pos           |
| 111           | Cécile Lejeune (FRA)    | 34e           |
| 112           | Marta Romeu (ESP)       | 42e           |
| 113           | Ariadna Gutiérrez (MEX) | 23e           |
| 114           | Lina Svarinska (LAT)    | 55e           |
| 115           | Azulde Britz (RSA)      | 66e           |

| GT Krush Tunap BPC | GT Krush Tunap BPC       | GT Krush Tunap BPC |
| ------------------ | ------------------------ | ------------------ |
| Num                | Coureuse                 | Pos                |
| 121                | Henrietta Colborne (GBR) | 16e                |
| 122                | Daniek Hengeveld (NED)   | 38e                |
| 123                | Femke de Vries (NED)     | 17e                |
| 126                | Marissa Baks (NED)       | 18e                |

| Torelli-Cayman Islands-Scimitar ___ | Torelli-Cayman Islands-Scimitar ___ | Torelli-Cayman Islands-Scimitar ___ |
| ----------------------------------- | ----------------------------------- | ----------------------------------- |
| Num                                 | Coureuse                            | Pos                                 |
| 131                                 | Nicole Coates (GBR)                 | 21e                                 |
| 132                                 | Jess Pratt (AUS)                    | 53e                                 |
| 133                                 | Holly Breck (USA)                   | 46e                                 |
| 134                                 | Claire Cameron (CAN)                | 58e                                 |
| 135                                 | Imogen Alton (AUS)                  | AB-1                                |
| 136                                 | Annamarie Lipp (NZL)                | 45e                                 |

| Centre mondial du cyclisme WCC | Centre mondial du cyclisme WCC | Centre mondial du cyclisme WCC |
| ------------------------------ | ------------------------------ | ------------------------------ |
| Num                            | Coureuse                       | Pos                            |
| 141                            | Amha Geregiel Selam (ETH)      | AB                             |
| 142                            | Natalia Franco (COL)           | AB-5                           |
| 143                            | Maude Le Roux (RSA)            | 47e                            |
| 144                            | Luciana Roland (ARG)           | 62e                            |
| 145                            | Elina Tasane (EST)             | 41e                            |
| 146                            | Veronika Jandová (CZE)         | AB-3                           |

| Lviv Cycling Team LCW | Lviv Cycling Team LCW    | Lviv Cycling Team LCW |
| --------------------- | ------------------------ | --------------------- |
| Num                   | Coureuse                 | Pos                   |
| 151                   | Bronwyn Macgregor (NZL)  | AB-5                  |
| 152                   | Karolina Perekitko (POL) | 15e                   |
| 154                   | Alicia Evans (NZL)       | AB                    |
| 154                   | Agata Flis (POL)         | 63e                   |
| 155                   | Dorka Jordán (HUN)       | AB-3                  |
| 156                   | Hanna Johansson (SWE)    | AB-5                  |

| Norvège NOR | Norvège NOR             | Norvège NOR |
| ----------- | ----------------------- | ----------- |
| Num         | Coureuse                | Pos         |
| 161         | Ingrid Lorvik           | 64e         |
| 162         | Malin Eriksen           | 44e         |
| 163         | Merethe Liland          | AB-1        |
| 164         | Magdalene Lind          | 36e         |
| 165         | Sigrid Ytterhus Haugset | 13e         |
| 166         | Stine Marie Snortheim   | 60e         |

| Slovénie SLO | Slovénie SLO  | Slovénie SLO |
| ------------ | ------------- | ------------ |
| Num          | Coureuse      | Pos          |
| 171          | Erika Jesenko | 37e          |
| 172          | Tjaša Sušnik  | 22e          |
| 173          | Nina Pugelj   | AB           |
| 174          | Nika Bobnar   | 57e          |
| 175          | Lara Maretič  | AB-5         |

| États-Unis USA | États-Unis USA   | États-Unis USA |
| -------------- | ---------------- | -------------- |
| Num            | Coureuse         | Pos            |
| 181            | Shayna Powless   | AB             |
| 182            | Heidi Franz      | 25e            |
| 183            | Cara O'Neill     | 67e            |
| 184            | Kyleigh Spearing | AB-5           |
| 185            | Maddy Ward       | AB-1           |
| 186            | Emma Langley     | 6e             |

## Présentation

### Comité d'organisation
Le Vélo Club Vallée du Rhône Ardéchoise organise la course. Le directeur de l'organisation est Louis Jeannin et son adjoint est Gilles Jalade.

### Règlement de la course

#### Délais
Lors d'une course cycliste, les coureurs sont tenus d'arriver dans un laps de temps imparti à la suite du premier pour pouvoir être classés. Les délais prévus sont de 15 % la plupart des étapes. Les quatrième, cinquième et septième étapes font exception avec 20 %.

#### Classements et bonifications
Le classement général individuel au temps est calculé par le cumul des temps enregistrés dans chacune des étapes parcourues. Le coureur qui est premier de ce classement est porteur du maillot rose. En cas d'égalité au temps, les centièmes de secondes des contre-la-montres sont comptabilisés. Ensuite, la somme des places obtenues sur chaque étape départage les concurrentes.

##### Classement par points
Le maillot vert, récompense le classement par points. Celui-ci se calcule selon le classement lors des arrivées d'étape.
Lors d'une arrivée d'étape, les dix première se voient accorder des points selon le décompte suivant : 15, 10, 8, 7, 6, 5, 4, 3, 2 et 1 point. En cas d'égalité, les coureurs sont prioritairement départagés par le nombre de victoires d'étapes. Si l'égalité persiste, le nombre de victoires à des sprints intermédiaires puis éventuellement la place obtenue au classement général entrent en compte. Pour être classé, un coureur doit avoir terminé la course dans les délais.

##### Classement de la meilleure grimpeuse
Le classement de la meilleure grimpeuse, ou classement des monts, est un classement spécifique basé sur les arrivées au sommet des ascensions répertoriées dans l'ensemble de la course. Elles sont classés en trois catégories. Pour les ascensions de première catégorie, le barème est 10, 8, 6, 4 et 2 points pour les cinq premières. Pour les ascensions de deuxième catégorie, le barème est 6, 4, 3 et 2 pour les quatre premières. Pour les ascensions de troisième catégorie, le barème est 3, 2 et 1 points pour les trois premières. Le premier du classement des monts est détenteur du maillot à pois. En cas d'égalité, les coureurs sont prioritairement départagés par le nombre de premières places aux sommets des ascension hors catégorie, puis première catégorie, puis de deuxième catégorie, etc. Si l'égalité persiste, le critère suivant est la place obtenue au classement général. Pour être classé, une coureuse doit avoir terminé la course dans les délais.

##### Classement des rushs
Le maillot violet, récompense le classement des rushs. Celui-ci se calcule selon le classement lors de sprints intermédiaires. Les quatre premières coureurs des sprints intermédiaires reçoivent respectivement 5, 3, 2 et un point. En cas d'égalité, celle ayant le plus de première place s'impose. En case nouvelle égalité, le classement général départage les concurrentes.

##### Classement de la meilleure jeune
Le classement de la meilleure jeune ne concerne qu'une certaine catégorie de coureuses, celles étant âgées de moins de 23 ans. C'est-à-dire aux coureuses nées après le 1er janvier 2002. Ce classement, basé sur le classement général, attribue au premier un maillot blanc.

##### Classement par équipes
Le classement par équipes du jour s’établit par l’addition des trois meilleurs temps individuels de chaque équipe. En cas d’égalité, les équipes sont départagées par le nombre de première place au classement par équipes journalier, ensuite par le nombre de deuxième place au classement par équipes du jour, etc.

##### Classement de la combativité
À l'issue de chaque étape, un jury constitué de quatre personnes attribue à la coureuse ayant le plus mérité, le trophée de la combativité. Il attribue un maillot rouge.

##### Répartition des maillots
Chaque coureuse en tête d'un classement est porteuse du maillot ou du dossard distinctif correspondant. Cependant, dans le cas où une coureuse dominerait plusieurs classements, celle-ci ne porte qu'un seul maillot distinctif, selon une priorité de classements. Le classement général au temps est le classement prioritaire, suivi du classement par points, du classement général du meilleur grimpeur, de celui des rushs, de celui du combiné et du classement de la meilleure jeune. Si ce cas de figure se produit, le maillot correspondant au classement annexe de priorité inférieure n'est pas porté par celui qui domine ce classement mais par son deuxième.

#### Primes
Les étapes permettent de remporter les primes suivantes :
| Position | 1er   | 2e    | 3e    | 4e    | 5e    | 6e    | 7e    | 8e    | 9e    | 10e   |
| Prix     | 716 € | 366 € | 269 € | 219 € | 202 € | 195 € | 181 € | 171 € | 164 € | 157 € |

Les coureuses classées de 16e à la 20e places gagnent 79 €.
Le classement général final attribue les sommes suivantes :
| Position | 1er     | 2e    | 3e    | 4e    | 5e    | 6e    | 7e    | 8e    | 9e    | 10e   | 11e   | 12e   | 13e   | 14e   | 15e  | 16e  | 17e  | 18e  | 19e  | 20e  | 21e  | 22e  | 23e  | 24e  | 25e  |
| Prix     | 1 249 € | 625 € | 430 € | 328 € | 313 € | 297 € | 276 € | 258 € | 245 € | 224 € | 198 € | 177 € | 166 € | 131 € | 88 € | 73 € | 73 € | 73 € | 73 € | 46 € | 46 € | 46 € | 46 € | 46 € | 46 € |

#### Prix
Le classement de la montagne final attribue les sommes suivantes :
| Position | 1er   | 2e    | 3e   | 4e   | 5e   | 6e   | 7e   | 8e   | 9e   | 10e  |
| Prix     | 140 € | 114 € | 98 € | 84 € | 67 € | 50 € | 46 € | 40 € | 35 € | 27 € |

Le classement de la meilleure jeune attribue les sommes suivantes :
| Position | 1er   | 2e    | 3e   | 4e   | 5e   | 6e   |
| Prix     | 130 € | 100 € | 90 € | 80 € | 70 € | 30 € |

Le classement des rushes attribue les sommes suivantes :
| Position | 1er   | 2e    | 3e   | 4e   | 5e   | 6e   | 7e   | 8e   | 9e   | 10e  | 11e  | 12e  | 13e  | 14e  | 15e  | 16e  | 17e  | 18e  | 19e  | 20e  |
| Prix     | 175 € | 120 € | 90 € | 70 € | 60 € | 50 € | 50 € | 50 € | 50 € | 50 € | 30 € | 30 € | 30 € | 30 € | 30 € | 20 € | 20 € | 20 € | 20 € | 20 € |

Le classement par points attribue les sommes suivantes :
| Position | 1er  | 2e   | 3e   | 4e   | 5e   |
| Prix     | 65 € | 65 € | 35 € | 34 € | 19 € |

Le classement par équipes attribue les sommes suivantes :
| Position | 1er   | 2e    | 3e    |
| Prix     | 500 € | 300 € | 200 € |

Le super combatif empoche 150 €.
Chaque jour, la porteuse du maillot rose gagne 400 €, pour les maillot vert, à pois, blanc et violet il s'agit de 200 €. Le maillot rouge attribue 50 €.